# Nevada
Cet article concerne l'État américain. Pour les autres significations, voir Nevada (homonymie).
Le Nevada (/n̪e.va.d̪a/; en anglais : /nəˈvædə/) est un État de l'Ouest des États-Unis, bordé à l'ouest et au sud-ouest par la Californie, au nord par l'Oregon et l'Idaho, et à l'est par l'Utah et au sud-est par l'Arizona. Sa capitale est Carson City et sa ville la plus peuplée est Las Vegas.

## Origine du nom
Le nom Nevada provient de la chaîne de montagnes sierra Nevada (qui porte le même nom qu'une chaîne de montagnes en Espagne, une autre entre l'Argentine et le Chili, une autre en Colombie et une dernière au Mexique). « Nevada » est un adjectif espagnol, ici au féminin, et signifiant « enneigée » ou « couverte de neige ».

## Histoire
Les premiers habitants du Nevada sont les Amérindiens : dans les premiers temps, ils étaient nomades et chassaient les lièvres, les antilopes, les mouflons, les daims et les écureuils. Ils complétaient leur alimentation par les apports de la pêche. Ils cueillaient aussi les baies et ramassaient des racines. Puis ces peuples se sont sédentarisés et ont laissé de nombreux vestiges de leur culture et notamment des pétroglyphes (Red Rock Canyon, Vallée de Feu). Ils vivaient en adaptation avec les contraintes naturelles. Dans le Grand Bassin aride, les tribus pratiquaient la chasse et cultivaient des lopins irrigués. Elles tressaient l'armoise d'Amérique et utilisaient le saule du désert pour confectionner des nattes et des pagnes. Les Shoshones (au centre de l'État), les Païutes du nord (au nord-ouest) et du sud (sud-est) sont les tribus les plus célèbres. Les Washoes occupent une partie de l'ouest de l'État ainsi que la Californie.
Le Nevada fut intégré à l'Empire espagnol dans la province de Haute-Californie
En 1821, à la fin de la guerre d'indépendance du Mexique elle est intégrée à cette nouvelle nation et prend le statut de territoire.
À la fin de la guerre américano-mexicaine en 1848, les États-Unis forcent la Cession mexicaine et passe alors ce territoire dans le territoire de l'Utah, aux États-Unis.
Le Congrès des États-Unis établit le territoire de l'Utah le 14 août 1850 qui regroupait alors les États actuels de l'Utah et du Nevada. En 1859, la découverte des plus importants filons d'argent de l'histoire rend ce métal surabondant, lui faisant perdre sa valeur monétaire, mais provoque l'afflux d'aventuriers.

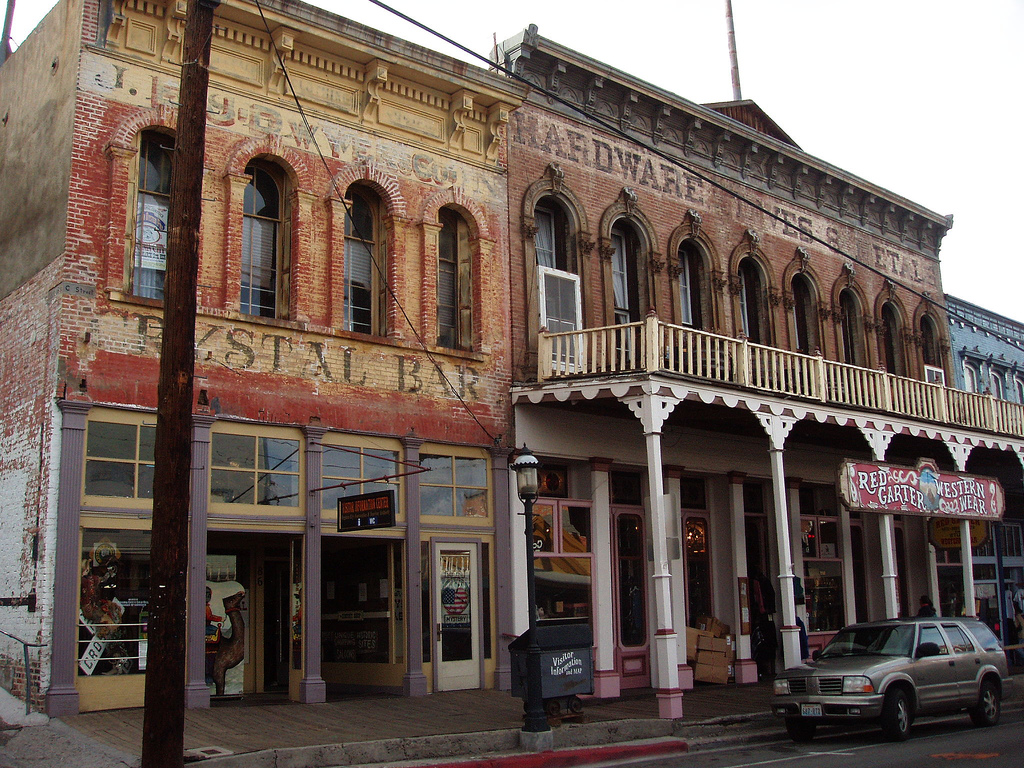
Virginia City.

En 1860, les Amérindiens Païutes, sous le commandement de Numaga, commencent à attaquer les campements blancs et les liaisons du Pony Express. L'intervention de l'armée écrase le mouvement de rébellion.
Le 2 mars 1861, le territoire du Nevada fut séparé de celui de l'Utah et prit donc son nom actuel, un raccourci de sierra Nevada. Le 31 octobre 1864, le Nevada devint le 36e État des États-Unis, bien qu'il n'était peuplé d'à peine plus de 10 000 habitants à ce moment-là et ne regroupait donc pas les 60 000 habitants minimum pour prétendre au statut d'État ; cette entrée précipitée du Nevada dans l'Union a en réalité été faite pour assurer la réélection d'Abraham Lincoln aux élections de 1864, qui se tenaient quelques jours plus tard.
Il absorba en 1866 le comté de Pah-Ute du territoire de l'Arizona, à l'ouest du fleuve Colorado. D'autres filons d'or et d'argent furent découverts au début du XXe siècle (Tonopah, Goldfield et Rhyolite). D'autres minerais firent également la richesse de la région tels que le cuivre, le molybdène et le lithium.
Avec l'épuisement de certains filons et la Grande Dépression des années 1930, l'industrie du jeu se développa à partir des années 1930. Fondée en 1905, Las Vegas devint rapidement la capitale du jeu.

## Géographie
D'une superficie de 286 353 km2, le Nevada est peuplé de 3 104 614 habitants (recensement de 2020).
Sa capitale est Carson City.

### Situation et caractéristiques générales

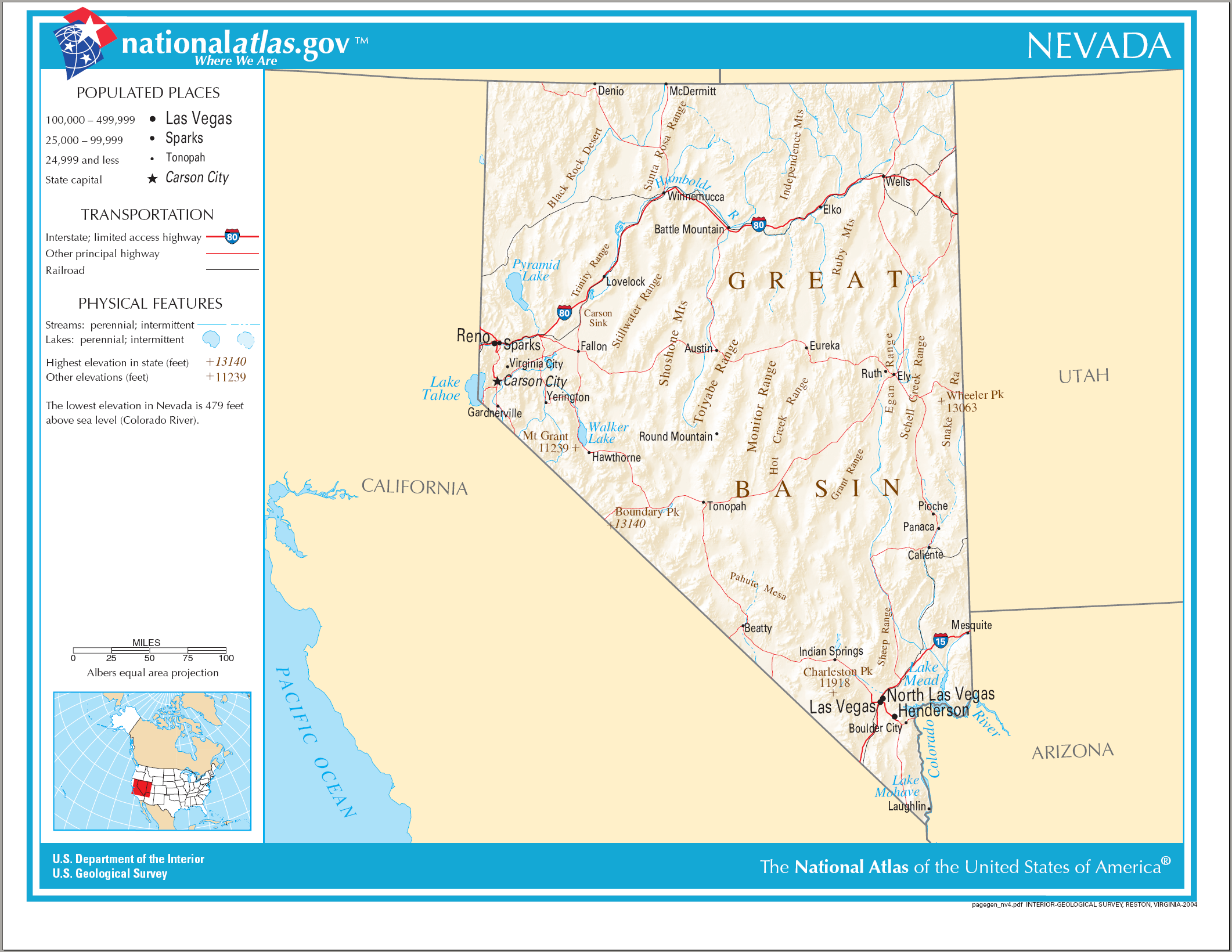
Carte du Nevada

L'État du Nevada se trouve à l'ouest des États-Unis dans la région naturelle du Grand Bassin et dans la région économique de la Sun Belt. Il s'agit d'un État enclavé à l'intérieur du continent et qui n'a pas un accès direct au littoral Pacifique. Il est bordé par cinq États : la Californie à l'ouest, l'Oregon et l'Idaho au nord, l'Utah à l'est et l'Arizona au sud. Ses limites représentent une longueur totale de 2 382 km ; elles sont régulières car elles suivent les méridiens et les parallèles, sauf celle qui le sépare de l'Arizona et qui suit le cours du fleuve Colorado.
Le Nevada s'étend sur sept degrés de latitude (35/42°N) et six degrés de longitude (114/120°W). Il se situe à la même latitude que la Grèce. Sa forme évoque celle d'un trapèze dont la pointe correspond au sud. Avec une superficie totale de 286 351 km2, soit environ la moitié du territoire français métropolitain, le Nevada est le septième État le plus vaste des États-Unis. La plus grande distance nord-sud mesure environ 780 km, pour 515 km d'est en ouest.

### Relief
Le Nevada se trouve à une altitude moyenne de 1 675 mètres. Le point culminant est le pic Boundary qui s'élève à 4 005 mètres au sud-ouest de l'État, près de la frontière avec la Californie. Les autres sommets sont le pic Wheeler (3 992 m), le mont Jefferson (3 642 m), le pic Charleston (3 633 m) et le pic North Schell (3 622 m). Par ailleurs, une cinquantaine de sommets dépassent les 2 750 mètres d'altitude. Le point le plus bas se situe à 146 mètres d'altitude, au sud de l'État.
Le Nevada appartient au Grand Bassin qui s'étend à l'est de la Californie. Le relief est constitué d'une succession presque parallèle de chaînes de montagnes. La plupart mesure une centaine de kilomètres de long. Les plus étirées sont le chaînon Schell Creek (210 km), le chaînon Toiyabe (188 km) et la chaîne Ruby (165 km). Ces chaînes (ranges en anglais) encadrent des bassins d'orientation longitudinale comblés au Miocène par des alluvions. On trouve aussi des grabens et des horsts délimités par des failles normales typiques dans une zone de distension. Cette topographie est le résultat d'une tectogenèse intense qui crée des failles qui délimitent des grabens. Les vallées reçoivent les débris de l'érosion au pied des chaînes et de leur glacis.
À des altitudes dépassant parfois 3 600 mètres, les montagnes accueillent des forêts luxuriantes habitées par de nombreuses espèces endémiques. Le nord du Nevada s'étend dans le désert du Grand Bassin, où les températures sont chaudes en été et très basses en hiver. La région orientale de l'État est plus humide. La région de Las Vegas est située, quant à elle, dans le désert des Mojaves. Elle reçoit moins de précipitations en hiver mais subit la mousson arizonienne.
Voir aussi : 
- Chaîne Spring
- Grand Bassin

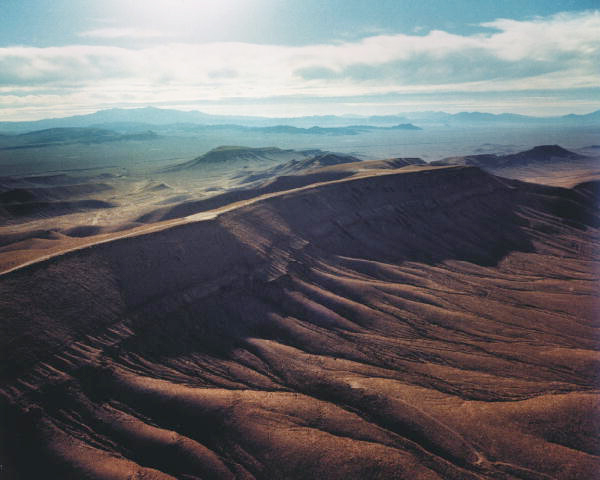
Yucca Mountain
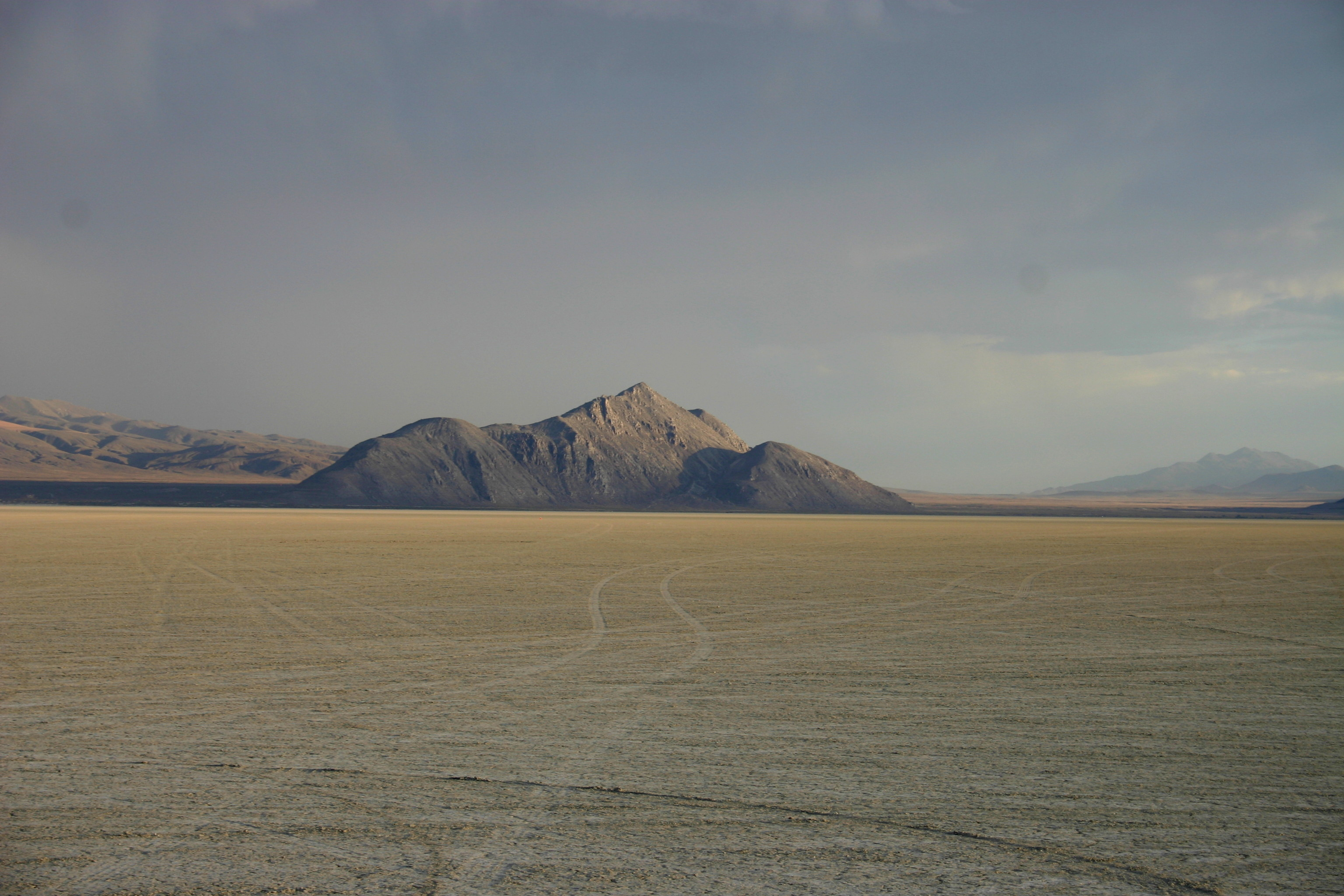
Black Rock Desert
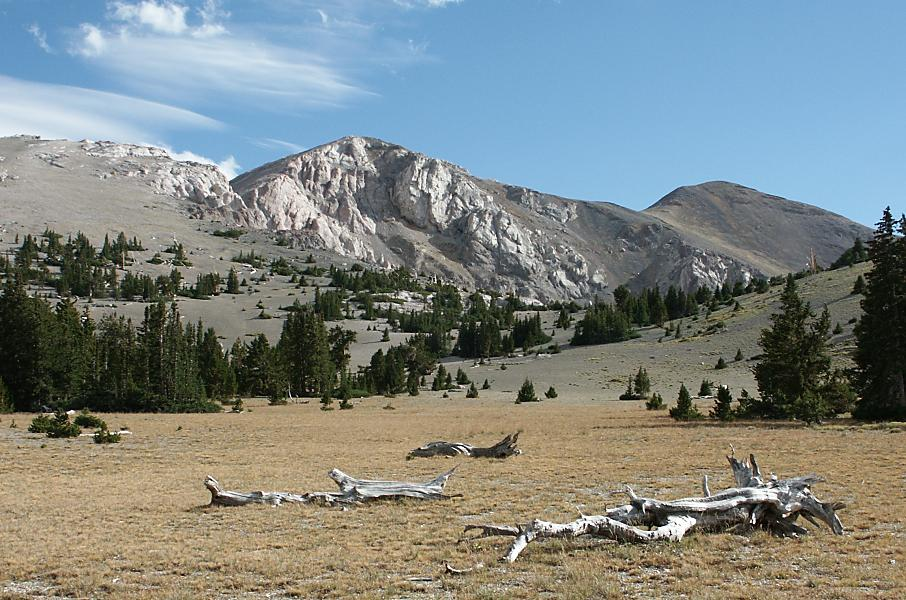
Mont Moriah
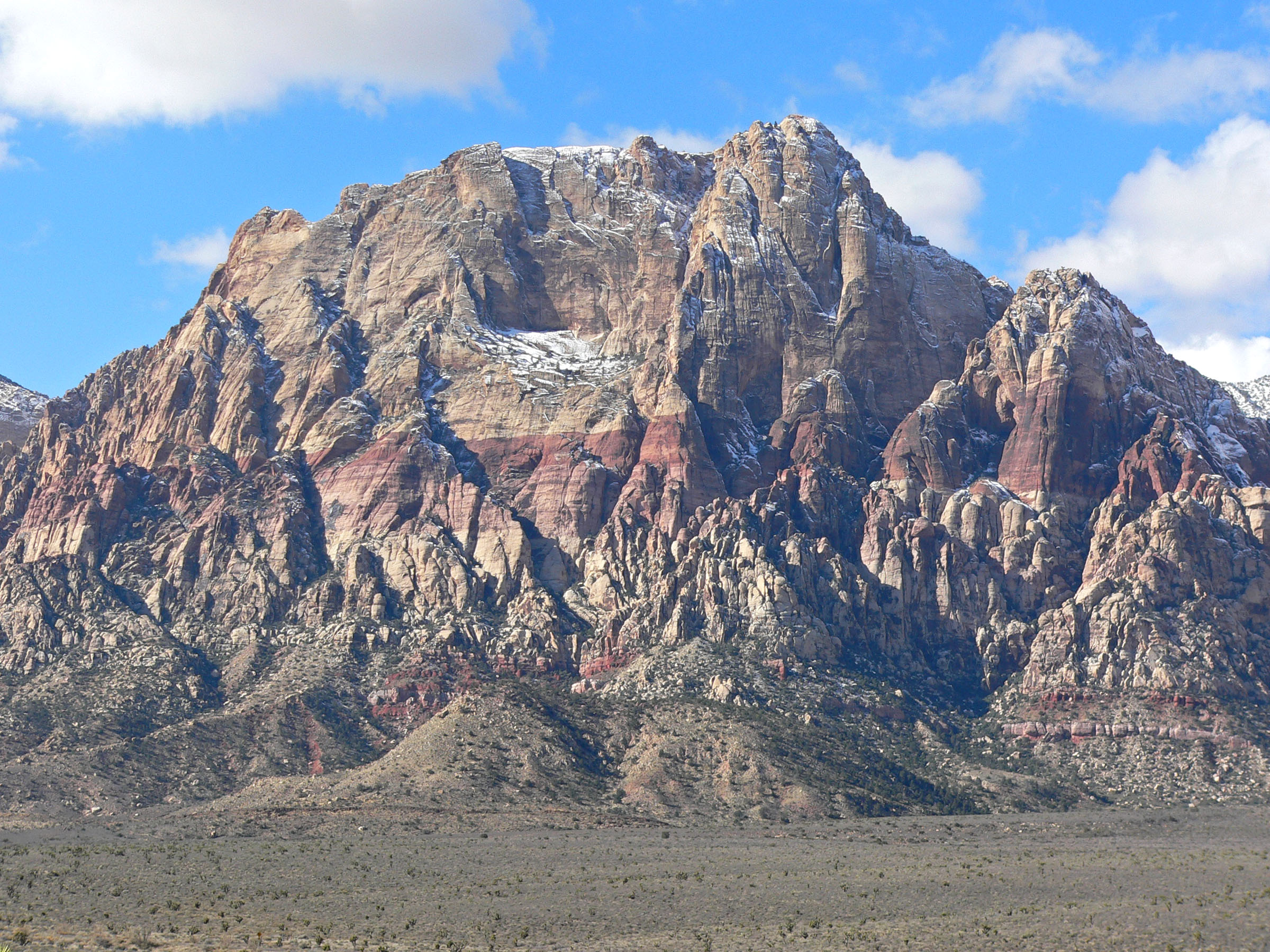
Mont Wilson
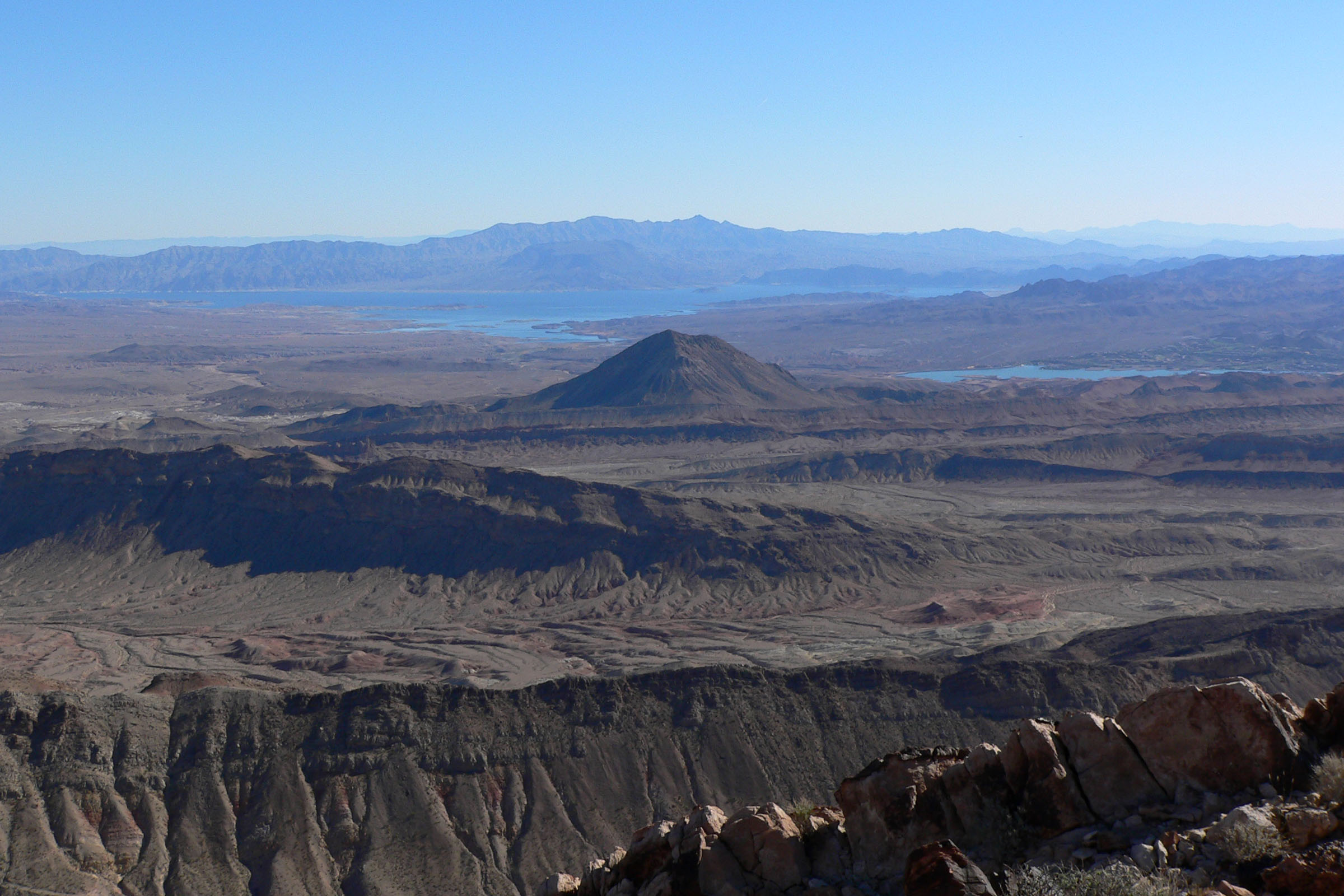
Frenchman Mountain
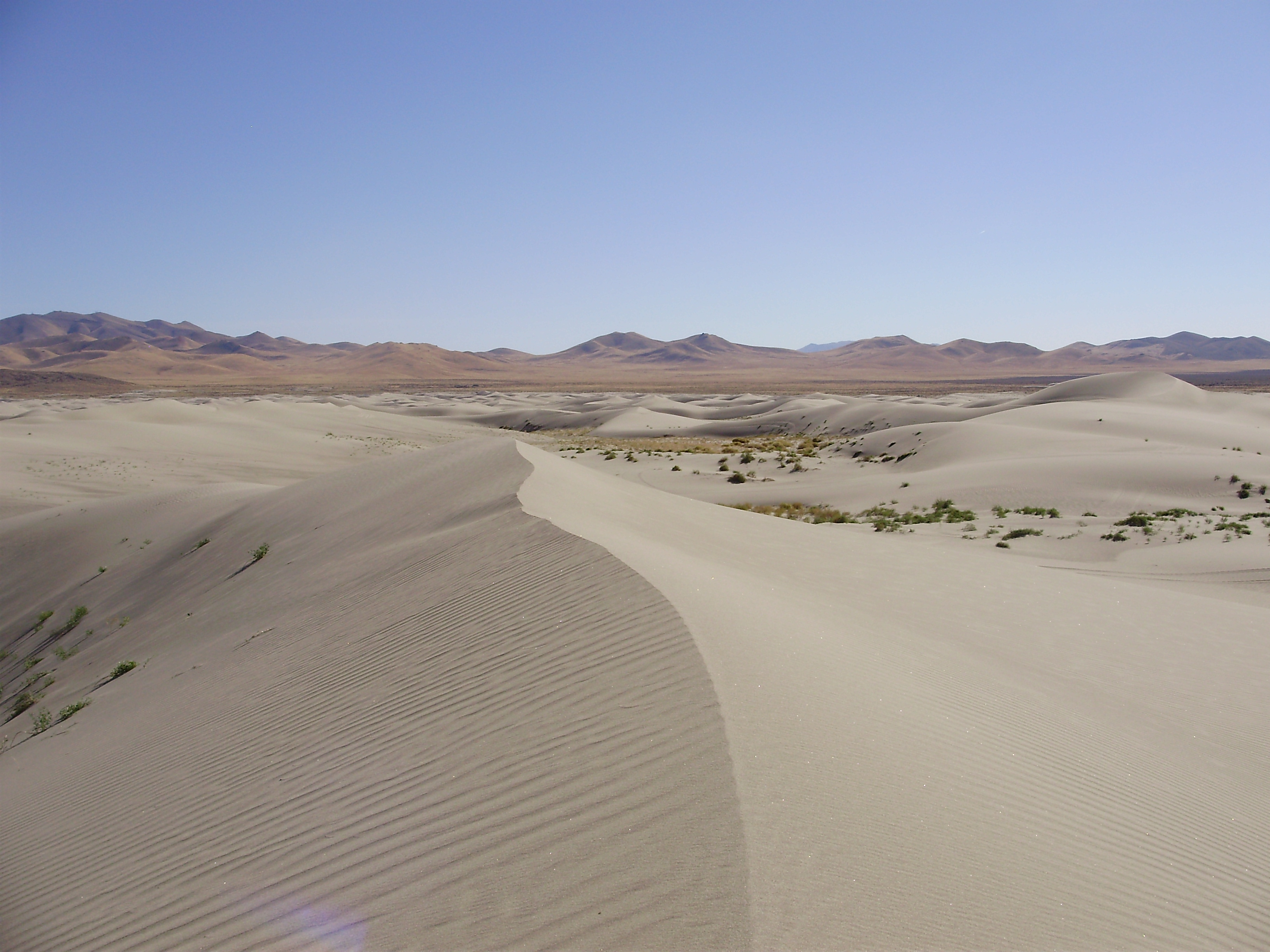
Winnemucca Sand Dunes
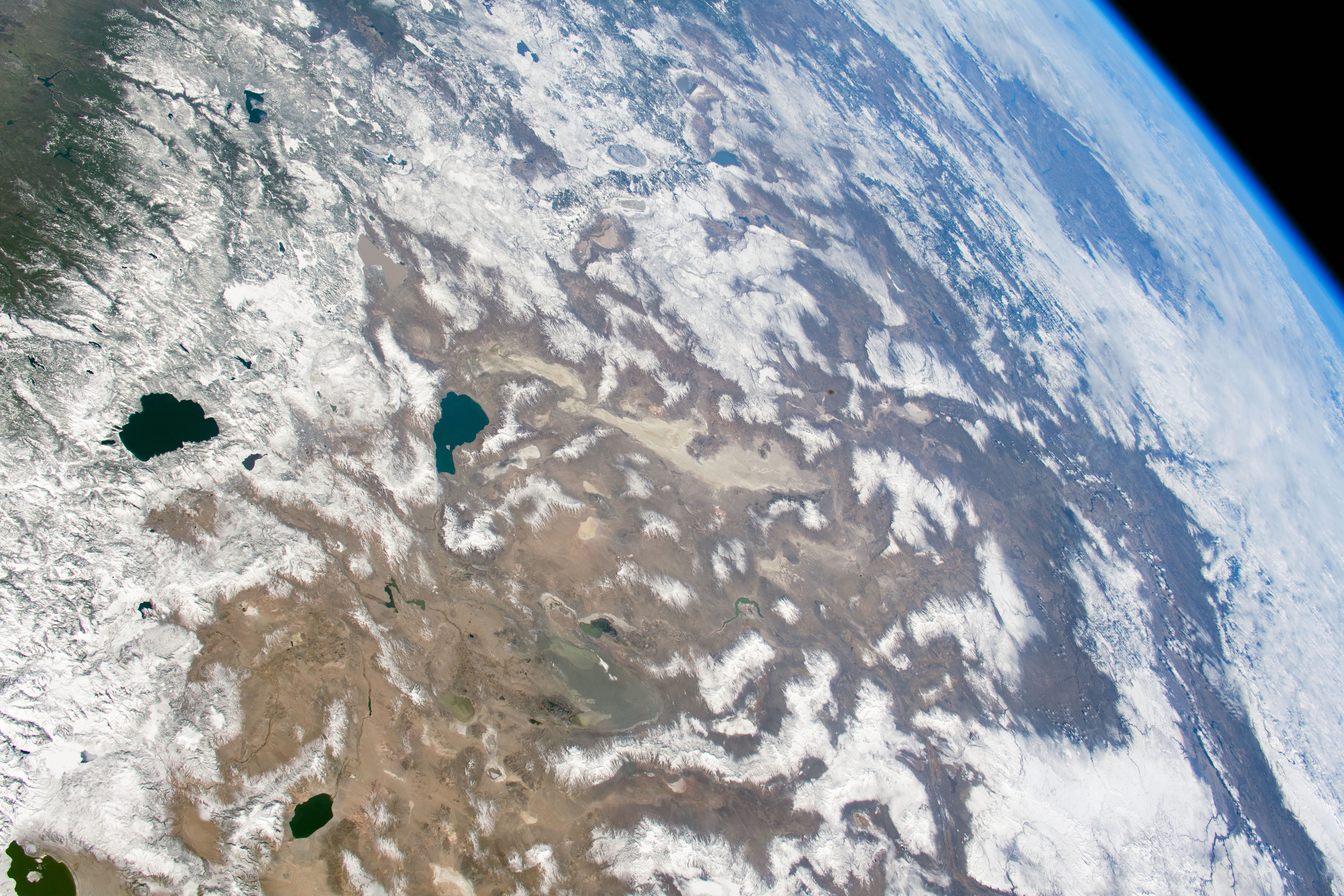
Le Nevada vu depuis l'ISS en mars 2018.

### Climat
Le climat du Nevada est marqué par la continentalité et l'altitude. La position d'abri à l'est de la sierra Nevada explique en partie le caractère aride ou semi-aride de l'État (en général, moins de 300 mm annuels). Les masses d'air humides venant du Pacifique ont du mal à passer la barrière montagneuse. L'altitude est responsable du froid hivernal, mais aussi d'une augmentation des précipitations : par exemple, la ville d'Ely se trouve à la même latitude que Reno mais reçoit davantage de précipitations car elle se situe plus en hauteur (1 960 mètres contre 1 370 mètres d'altitude).
Les régions les plus arrosées (plus de 200 mm annuels) se trouvent dans la région du lac Tahoe et au nord, particulièrement dans les chaînes de montagnes (chaîne Ruby par exemple). Le sud est beaucoup plus sec et plus chaud : Las Vegas reçoit chaque année 104 mm de précipitations et la température moyenne est de 19,5 °C (contre 9,5 °C à Winnemucca et 7,5 °C à Reno). L'hiver, la neige n'est pas rare sur les sommets dépassant les 2 000 mètres, dans tout l'État.
| Mois                              | jan. | fév. | mars | avril | mai | juin | jui. | août | sep. | oct. | nov. | déc. | année |
| --------------------------------- | ---- | ---- | ---- | ----- | --- | ---- | ---- | ---- | ---- | ---- | ---- | ---- | ----- |
| Température minimale moyenne (°C) | 1    | 3    | 6    | 10    | 15  | 20   | 24   | 23   | 18   | 12   | 5    | 1    | 12    |
| Température maximale moyenne (°C) | 13   | 17   | 20   | 25    | 31  | 37   | 40   | 38   | 34   | 27   | 18   | 13   | 26    |
| Précipitations (mm)               | 15   | 13   | 13   | 5     | 5   | 2,5  | 10   | 13   | 7,6  | 5    | 10   | 10   | 104   |

| Diagramme climatique                                  |       |       |       |       |         |        |        |         |       |       |       |
| J                                                     | F     | M     | A     | M     | J       | J      | A      | S       | O     | N     | D     |
| 13115                                                 | 17313 | 20613 | 25105 | 31155 | 37202,5 | 402410 | 382313 | 34187,6 | 27125 | 18510 | 13110 |
| Moyennes : • Temp. maxi et mini °C • Précipitation mm |       |       |       |       |         |        |        |         |       |       |       |

### Principaux cours d'eau et lacs

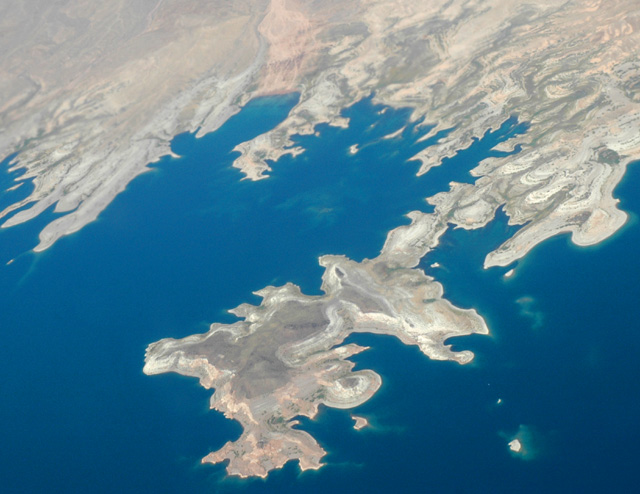
Photographie aérienne du Lac Mead

Le principal fleuve du Nevada est l'Humboldt (480 km) qui coule entièrement à l'intérieur de l'État, dans la partie nord. Il ne se jette dans aucune mer, comme de nombreuses rivières du Grand Bassin. Le Colorado coule au sud. Les autres cours d'eau sont des affluents plus ou moins importants, généralement alimentés par la fonte des neiges au sommet des montagnes au printemps. On peut ainsi distinguer trois bassins : à l'ouest, les rivières Truckee et Carson naissent dans la sierra Nevada et sont liés à des lacs d'altitude ; au nord, la rivière Owyhee est un affluent de la rivière Snake qui parcourt le nord-ouest des États-Unis. Enfin, les rivières Virgin, White et Muddy se jettent dans le lac Mead et rejoignent le fleuve Colorado.
Les principaux lacs naturels se trouvent à l'ouest de l'État et sont des lacs d'altitude : le lac Tahoe est à cheval sur la Californie et le Nevada. Il mesure 502 km2 et se trouve à 1 867 mètres d'altitude. Il s'agit du troisième lac le plus profond d'Amérique et le huitième du monde. Pyramid Lake (487 km2) est un lac endoréique alimenté par la rivière Truckee. Enfin, le lac Walker est un lac naturel de 272 km2. Au sud, le lac Mead est la principale étendue d'eau. Il s'agit d'un lac articifiel créé par le barrage Hoover sur le Colorado dans les années 1930. Il s'étend sur 180 km de long en amont de l'ouvrage, mesure 640 km2 et possède 885 km de rivages cumulés.

### Environnement, faune et flore

#### Régions naturelles

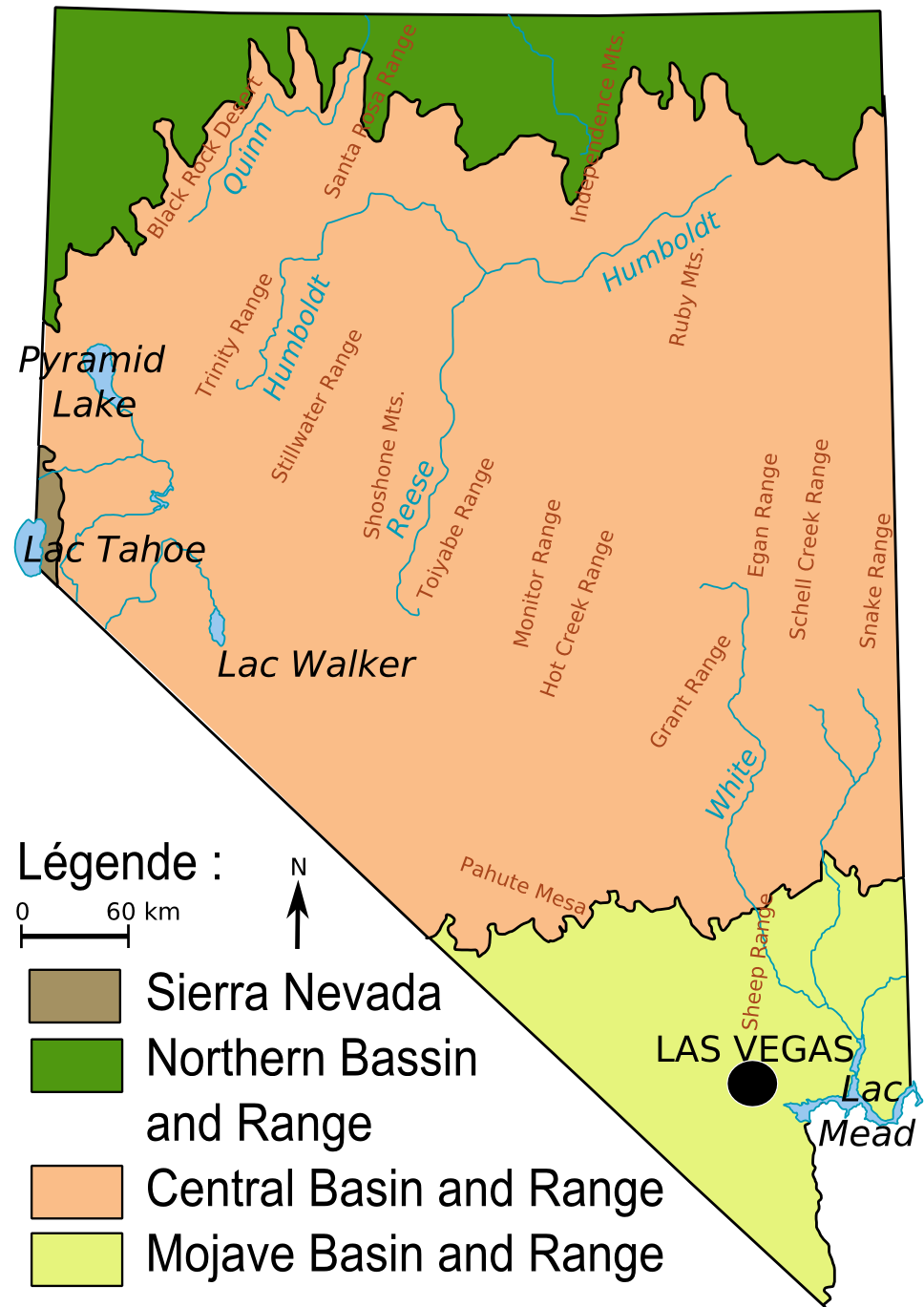
Les régions naturelles du Nevada

- Le Northern Basin and Range s'étend au nord ;
- le Central Basin and Range occupe la plus grande partie de l'État ;
- le Mojave Basin and Range concerne le sud et une partie des États voisins.

La sierra Nevada est une chaîne de montagnes relativement élevée (plusieurs sommets dépassent 4 000 mètres) ; il y a une prédominance du pin tordu et du pin de Jeffrey.
Le nord du Nevada et ses chaînes sont en général couvertes de buissons et de graminées, sauf en altitude où l'on rencontre le pseudotsuga et le tremble. La région est trop aride pour pouvoir pratiquer l'agriculture, sauf dans quelques secteurs irrigués.
Le centre du Nevada est aride et la flore est adaptée à ces contraintes naturelles : halophytes, herbacées, armoise, arbrisseaux sont communs. Cependant, cette région du Nevada est moins aride que le sud.
Le désert des Mojaves s'étend au sud du Nevada : il s'agit d'un désert d'abri et d'altitude. Il est dans sa plus grande partie recouvert de plaines rocailleuses, parfois interrompues par des chaînes montagneuses. La région reçoit moins de 150 mm de précipitations par an mais se situe à des altitudes assez élevées, fréquemment comprises entre 1 000 et 2 000 m. Le printemps est la période pendant laquelle s'épanouissent de nombreuses fleurs.

Paysages du Nevada
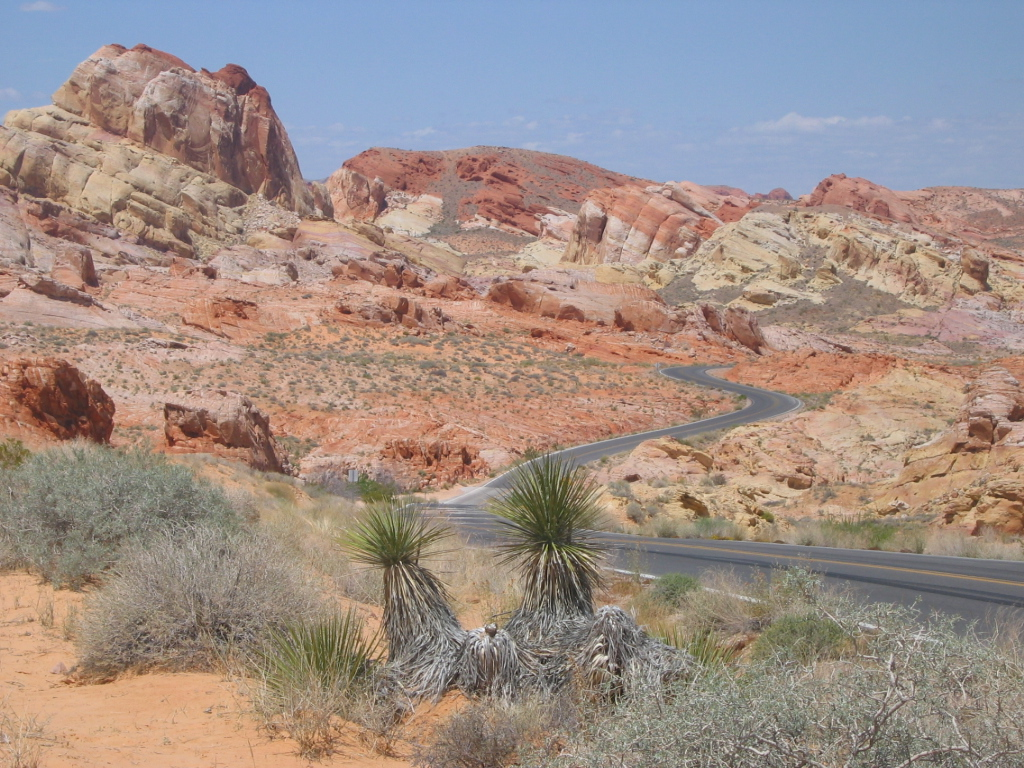
Valley of Fire.
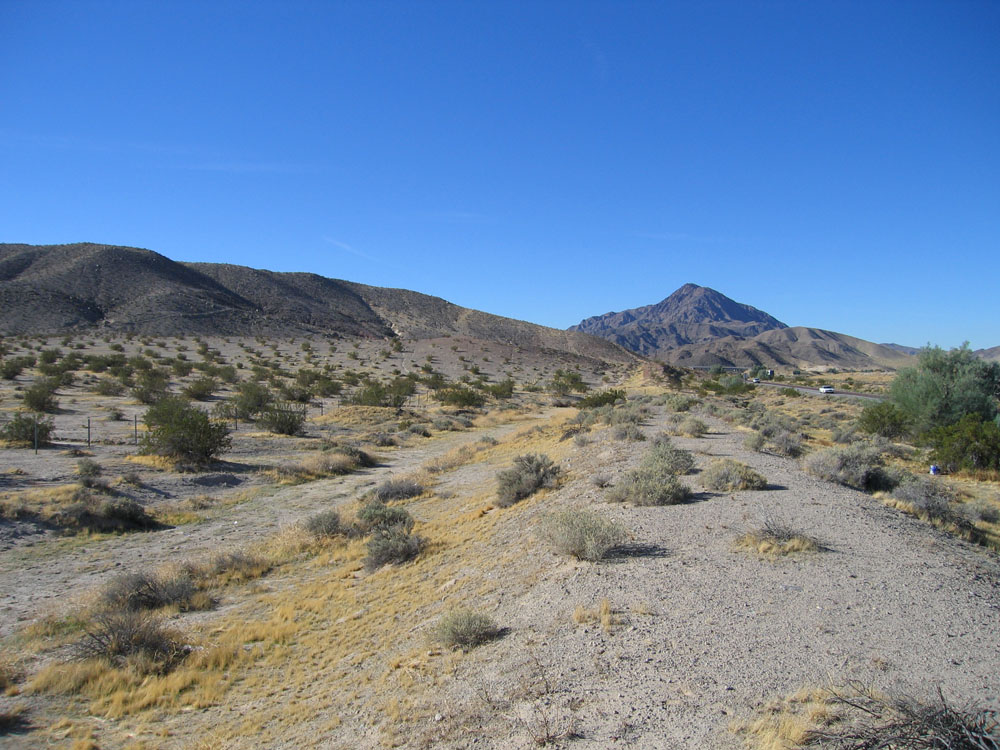
Désert du Nevada.
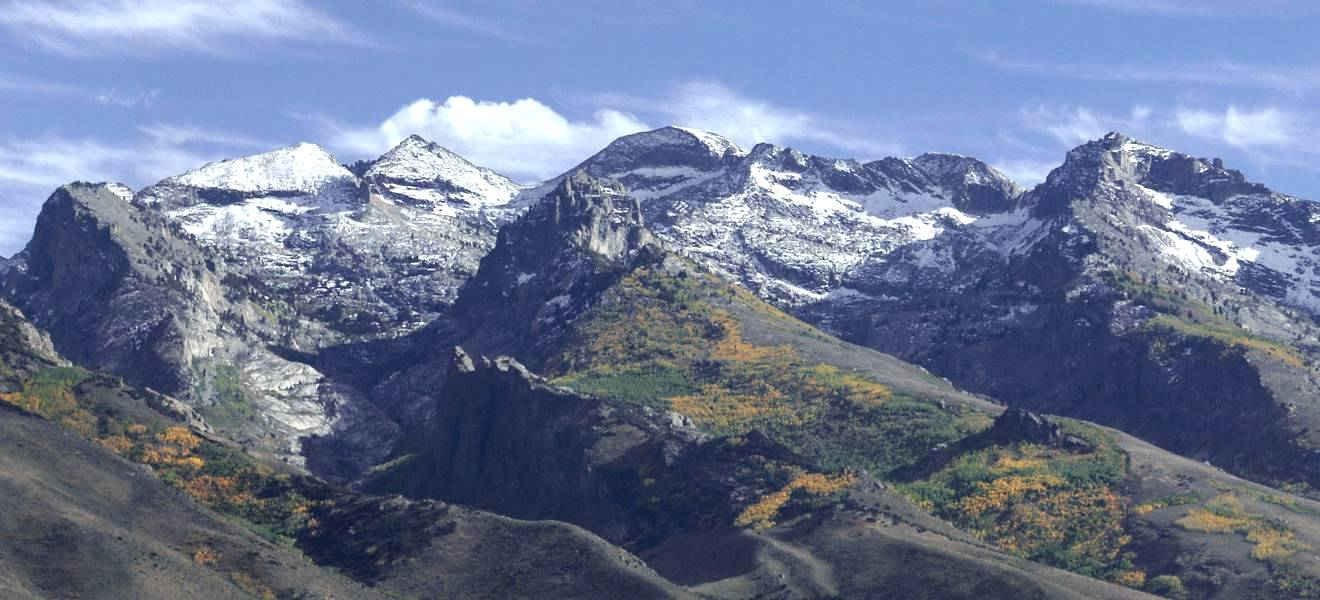
Chaîne Ruby.
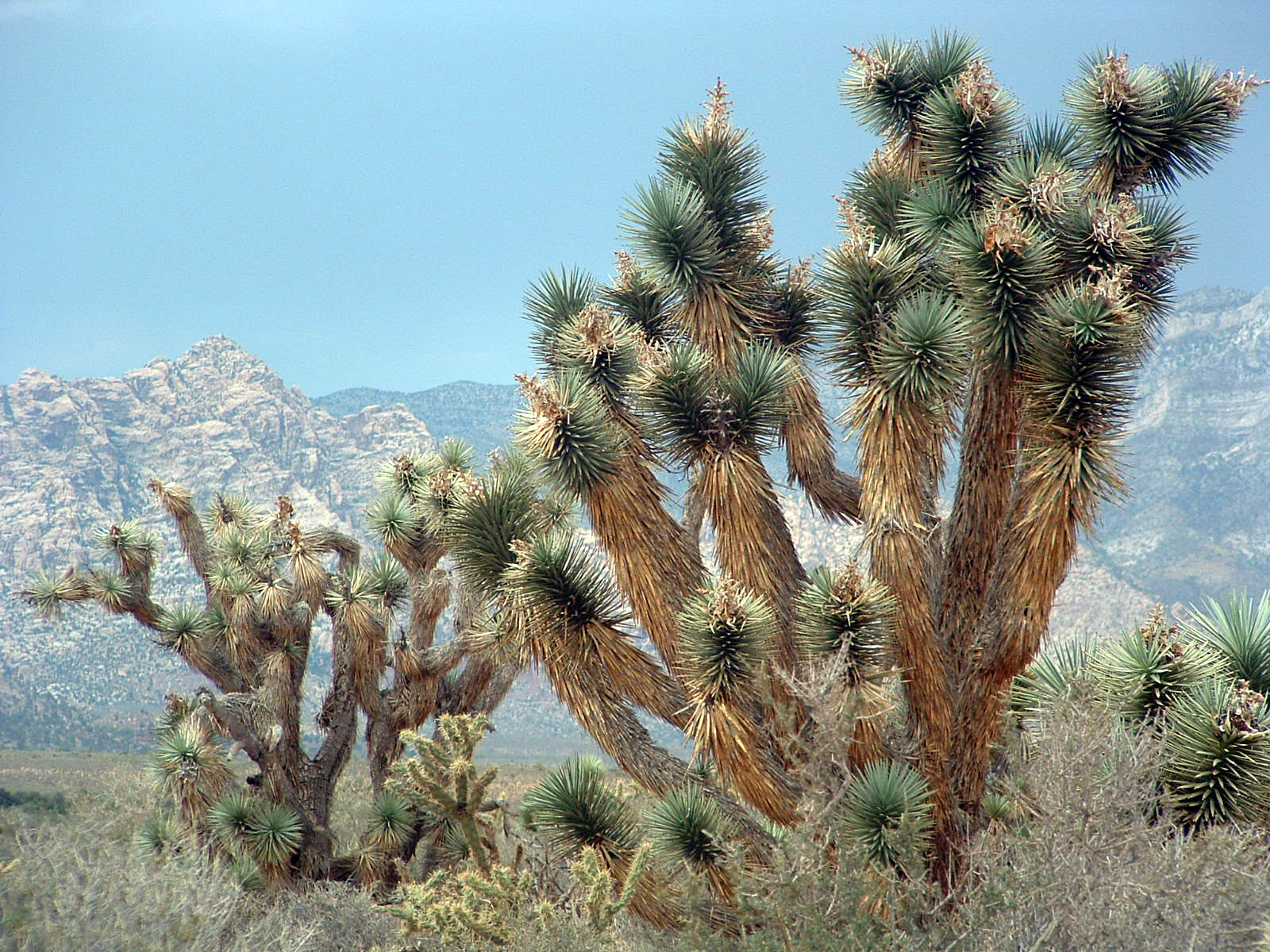
Yuccas à l'ouest de Las Vegas.

#### Politique environnementale

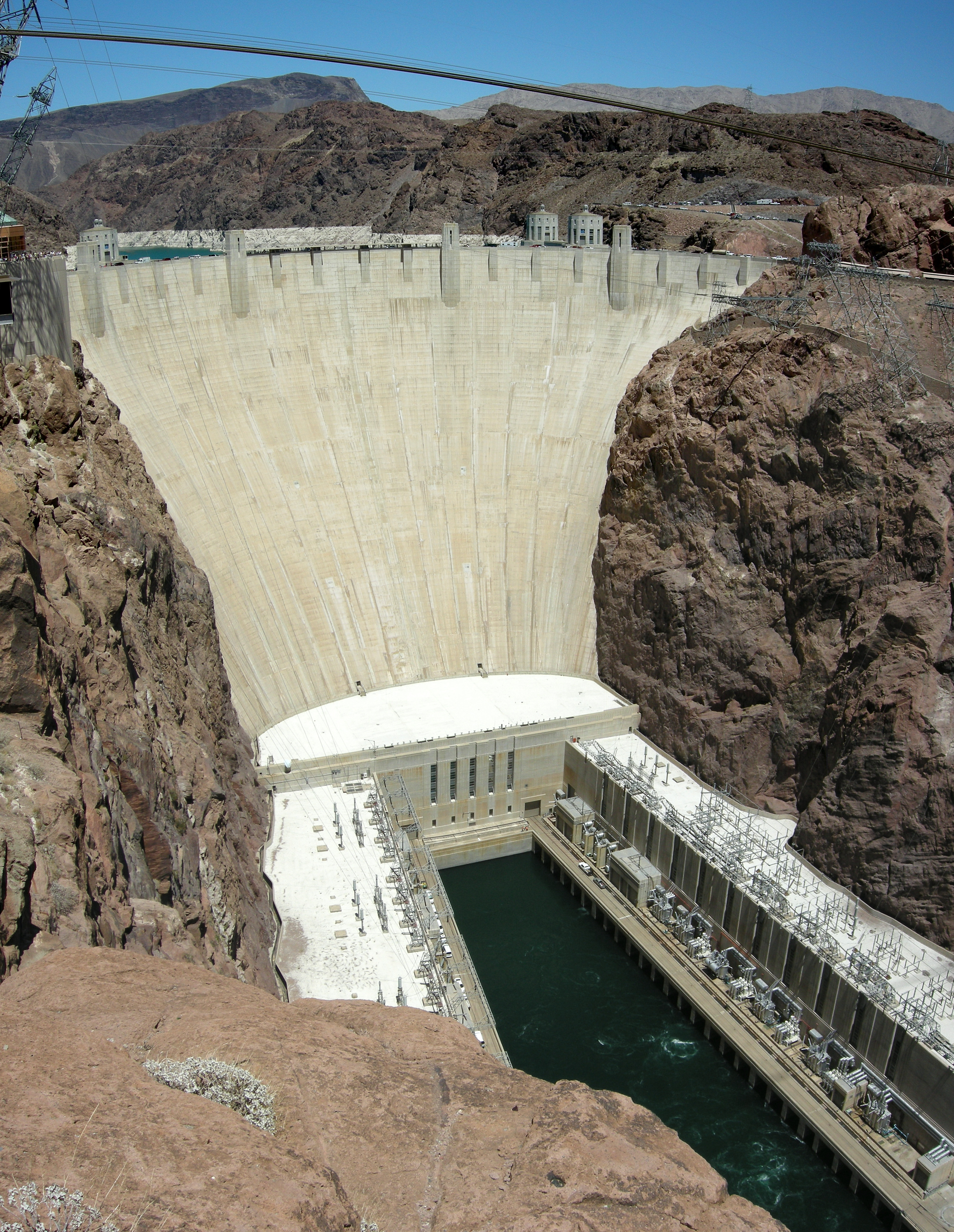
Barrage Hoover

Le principal problème du Nevada est l'aridité. Il se pose avec acuité dans les secteurs les plus peuplés, particulièrement dans l'agglomération de Las Vegas où la demande en eau est forte.
Le barrage Hoover fut construit dans les années 1930 pour répondre aux besoins de la ville. Aménagé sur le fleuve Colorado, l'ouvrage créa une étendue d'eau artificielle, le lac Mead, qui s'étend sur environ 150 kilomètres. Alors que le réservoir du barrage Hoover ne suffit plus à l’alimentation en eau des États voisins, le fleuve Colorado est quasiment asséché en aval. La diminution de l’apport en eau douce dans le golfe de Californie provoque une élévation du taux de salinité néfaste à la vie marine. Dans le milieu aride du Nevada, d'autres cours d'eau se tarissent à cause de l'évaporation et des prélèvements humains pour les besoins de l'irrigation.
Les parcs et réserves naturelles furent créés pour le loisir des citadins et des touristes, mais aussi pour protéger la faune et la flore. Le parc national du Grand Bassin a été créé en 1986 et se trouve à l'est du Nevada. Il couvre 312 km2 au pied du pic Wheeler. Il existe par ailleurs de très nombreux parcs d'État.
L'État du Nevada a pour objectif d'atteindre le seuil de 20 % de sa consommation en énergie renouvelable d'ici à 2015, notamment grâce aux centrales solaires installées dans le désert. Nevada Solar One, une installation de 64 MW située près de Boulder City dans le désert des Mojaves, est la troisième centrale solaire la plus importante du monde. 14 unités produisent 1,27 mégawatt-heure par an d'électricité d'origine géothermique (2005) et cinq nouvelles usines sont en projet. Cette énergie est utilisée dans l'industrie agro-alimentaire.
L'activité minière entraîne toutes sortes de pollution : le mercure perdu par l’orpaillage est de loin la première source.

### Sites intéressants
- Parc national du Grand Bassin
- Parc national de la vallée de la Mort
- Valley of Fire

## Subdivisions administratives

### Comtés
L'État du Nevada est divisé en 16 comtés et une ville indépendante.

### Agglomérations

#### Aires métropolitaines et micropolitaines
Le Bureau de la gestion et du budget a défini trois aires métropolitaines et six aires micropolitaines dans l'État du Nevada.
| Zone urbaine                     | Population (2010) | Population (2013) | Variation (2010-2013) | Rang national (2013) |
| -------------------------------- | ----------------- | ----------------- | --------------------- | -------------------- |
| Las Vegas-Henderson-Paradise, NV | 1 951 269         | 2 027 868         | 3,9 %                 | 31                   |
| Reno, NV                         | 425 417           | 437 673           | 2,9 %                 | 117                  |
| Carson City, NV                  | 55 274            | 54 080            | -2,2 %                | 381                  |

| Zone urbaine             | Population (2010) | Population (2013) | Variation (2010-2013) | Rang national (2013) |
| ------------------------ | ----------------- | ----------------- | --------------------- | -------------------- |
| Elko, NV                 | 50 805            | 54 460            | 7,2 %                 | 177                  |
| Fernley, NV              | 51 980            | 51 557            | -0,8 %                | 201                  |
| Gardnerville Ranchos, NV | 46 997            | 47 118            | 0,3 %                 | 232                  |
| Pahrump, NV              | 43 946            | 42 297            | -3,8 %                | 284                  |
| Fallon, NV               | 24 877            | 24 063            | -3,3 %                | 479                  |
| Winnemucca, NV           | 16 528            | 17 363            | 5,1 %                 | 520                  |

En 2010, 98,8 % des Nevadains résidaient dans une zone à caractère urbain, dont 90,1 % dans une aire métropolitaine et 8,7 % dans une aire micropolitaine. L'aire métropolitaine de Las Vegas-Henderson-Paradise regroupait à elle seule 72,3 % de la population de l'État.

#### Aires métropolitaines combinées
Le Bureau de la gestion et du budget a également défini deux aires métropolitaines combinées dans ou en partie dans l'État du Nevada.
| Zone urbaine                 | Population (2010)     | Population (2013)     | Variation (2010-2013) | Rang national (2013) |
| ---------------------------- | --------------------- | --------------------- | --------------------- | -------------------- |
| Las Vegas-Henderson, NV-AZ   | 1 995 215 (2 195 401) | 2 070 165 (2 273 195) | 3,8 % (3,5 %)         | (27)                 |
| Reno-Carson City-Fernley, NV | 579 668               | 590 428               | 1,9 %                 | 81                   |

En 2010, les aires métropolitaines combinées de Las Vegas-Henderson et Reno-Carson City-Fernley regroupaient respectivement 73,9 % et 21,5 % de la population de l'État.

### Municipalités
L'État du Nevada compte 19 municipalités, dont 12 de plus de 5 000 habitants.
| Rang | Municipalité    | Comté              | Population (2010) | Population (2013) | Variation (2010-2013) |
| ---- | --------------- | ------------------ | ----------------- | ----------------- | --------------------- |
| 1    | Las Vegas       | Clark              | 583 756           | 603 488           | 3,4 %                 |
| 2    | Henderson       | Clark              | 257 729           | 270 811           | 5,1 %                 |
| 3    | Reno            | Washoe             | 225 221           | 233 294           | 3,6 %                 |
| 4    | North Las Vegas | Clark              | 216 961           | 226 877           | 4,6 %                 |
| 5    | Sparks          | Washoe             | 90 264            | 93 282            | 3,3 %                 |
| 6    | Carson City     | Ville indépendante | 55 274            | 54 080            | -2,2 %                |
| 7    | Elko            | Elko               | 18 297            | 20 074            | 9,7 %                 |
| 8    | Fernley         | Lyon               | 19 368            | 19 193            | -0,9 %                |
| 9    | Mesquite        | Clark              | 15 276            | 16 439            | 7,6 %                 |
| 10   | Boulder City    | Clark              | 15 023            | 15 189            | 1,1 %                 |
| 11   | Fallon          | Churchill          | 8 606             | 8 390             | -2,5 %                |
| 12   | Winnemucca      | Humboldt           | 7 396             | 8 002             | 8,2 %                 |

La municipalité de Las Vegas était la 30e municipalité la plus peuplée des États-Unis en 2013.

## Démographie

### Population

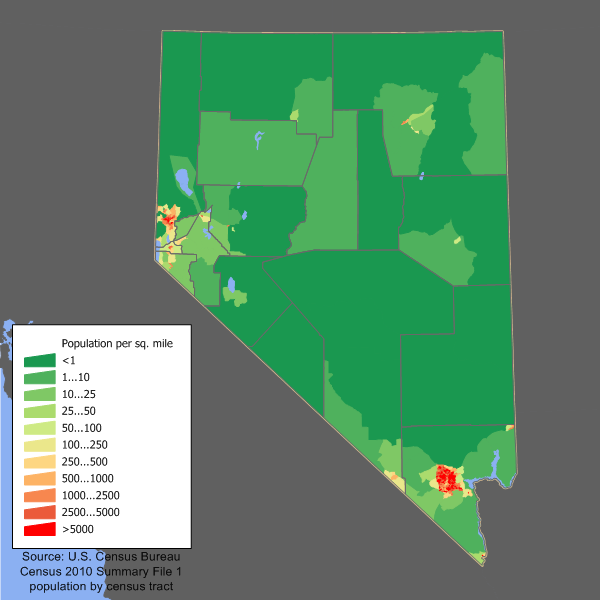
Densités de population en 2010 (en mille carré).

Le Bureau du recensement des États-Unis estime la population du Nevada à 3 080 156 habitants au 1er juillet 2019, soit une hausse de 14,06 % depuis le recensement des États-Unis de 2010 qui tablait la population à 2 700 551 habitants. Depuis 2010, l'État connaît la 11e croissance démographique la plus soutenue des États-Unis.
Selon des projections démographiques publiées par l’AARP, le Nevada devrait atteindre une population de 3 355 468 habitants en 2060 si les tendances démographiques actuelles se poursuivent, soit une hausse de 24,1 % par rapport à 2010.
Avec 2 700 551 habitants en 2010, le Nevada était le 35e État le plus peuplé des États-Unis. Sa population comptait pour 0,87 % de la population du pays. Le centre démographique de l'État était localisé dans le sud du comté de Nye.
Avec 9,50 hab./km2 en 2010, le Nevada était le 9e État le moins dense des États-Unis.
Le taux d'urbains était de 94,2 % et celui de ruraux de 5,8 %. L'État comptait le 3e plus fort taux d'urbains du pays après la Californie (95,0 %) et le New Jersey (94,7 %).
En 2010, le taux de natalité s'élevait à 13,3 ‰ (12,7 ‰ en 2012) et le taux de mortalité à 7,3 ‰ (7,5 ‰ en 2012). L'indice de fécondité était de 1,96 enfant par femme (1,87 en 2012). Le taux de mortalité infantile s'élevait à 5,6 ‰ (4,8 ‰ en 2012). La population était composée de 24,62 % de personnes de moins de 18 ans, 9,21 % de personnes entre 18 et 24 ans, 28,52 % de personnes entre 25 et 44 ans, 25,63 % de personnes entre 45 et 64 ans et 12,01 % de personnes de 65 ans et plus. L'âge médian était de 36,3 ans.
Entre 2010 et 2013, l'accroissement de la population (+ 89 584) était le résultat d'une part d'un solde naturel positif (+ 48 515) avec un excédent des naissances (115 278) sur les décès (66 763), et d'autre part d'un solde migratoire positif (+ 40 356) avec un excédent des flux migratoires internationaux (+ 23 372) et un excédent des flux migratoires intérieurs (+ 16 984).
Selon des estimations de 2013, 79,4 % des Nevadains étaient nés dans un État fédéré, dont 25,7 % dans l'État du Nevada et 53,7 % dans un autre État (28,5 % dans l'Ouest, 10,6 % dans le Midwest, 7,4 % dans le Sud, 7,2 % dans le Nord-Est), 1,6 % étaient nés dans un territoire non incorporé ou à l'étranger avec au moins un parent américain et 19,0 % étaient nés à l'étranger de parents étrangers (56,0 % en Amérique latine, 30,6 % en Asie, 8,0 % en Europe, 3,0 % en Afrique, 2,0 % en Amérique du Nord, 0,4 % en Océanie). Parmi ces derniers, 47,4 % étaient naturalisés américain et 52,6 % étaient étrangers,.
Selon des estimations de 2012 effectuées par le Pew Hispanic Center, l'État comptait 210 000 immigrés illégaux, soit 7,6 % de la population. Cela représentait la plus forte proportion du pays.

### Composition ethno-raciale et origines ancestrales
Selon le recensement des États-Unis de 2010, la population était composée de 66,16 % —1 786 688 personnes— de Blancs, 8,10 % —218 626 personnes— de Noirs, 7,24 % —195 436 personnes— d'Asiatiques (3,64 % de Philippins, 1,07 % de Chinois, 0,51 % de Coréens), 4,67 % —126 075 personnes— de Métis, 1,19 % —32 062 personnes— d'Amérindiens, 0,62 % —16 871 personnes— d'Océaniens et 12,03 % —324 793 personnes— de personnes n'entrant dans aucune de ces catégories.
Les Métis se décomposaient entre ceux revendiquant deux races (4,22 %), principalement blanche et autre (1,01 %), blanche et asiatique (1,01 %), blanche et noire (0,73 %) et blanche et amérindienne (0,53 %), et ceux revendiquant trois races ou plus (0,45 %).
Les non-hispaniques représentaient 73,47 % (1 984 050 personnes) de la population avec 54,14 % (1 462 081 personnes) de Blancs, 7,70 % (208 058 personnes) de Noirs, 7,07 % (191 047 personnes) d'Asiatiques, 2,93 % (79 132 personnes) de Métis, 0,87 % (23 536 personnes) d'Amérindiens, 0,57 % (15 456 personnes) d'Océaniens et 0,18 % (4 740 personnes) de personnes n'entrant dans aucune de ces catégories, tandis que les Hispaniques comptaient pour 26,53 % (716 501 personnes) de la population, principalement des personnes originaires du Mexique (20,03 %), du Salvador (1,11 %), de Cuba (0,79 %), de Porto Rico (0,77 %) et du Guatemala (0,50 %).
En 2010, l'État du Nevada avait la 4e plus forte proportion d'Océaniens après Hawaï (9,96 %), l'Alaska (1,04 %) et l'Utah (0,89 %), la 5e plus forte proportion d'Hispaniques après le Nouveau-Mexique (46,30 %), le Texas (37,62 %), la Californie (37,62 %) et l'Arizona (29,65 %) et la 5e plus forte proportion d'Asiatiques après Hawaï (38,60 %), la Californie (13,05 %), le New Jersey (8,25 %) et l'État de New York (7,33 %). A contrario, l'État avait la 8e plus faible proportion de Blancs et la 5e plus faible proportion de Blancs non hispaniques après Hawaï (22,74 %), la Californie (40,15 %), le Nouveau-Mexique (40,49 %) et le Texas (45,33 %).
L'État comptait également le 6e plus grand nombre d'Océaniens des États-Unis.
|                                         | 1940  | 1950  | 1960  | 1970  | 1980  | 1990  | 2000  | 2010  |
| --------------------------------------- | ----- | ----- | ----- | ----- | ----- | ----- | ----- | ----- |
| Blancs                                  | 94,36 | 93,64 | 92,35 | 91,70 | 87,49 | 84,26 | 75,16 | 66,16 |
| ———Non hispaniques                      |       |       |       |       | 83,24 | 78,74 | 65,21 | 54,14 |
| Noirs                                   | 0,60  | 2,69  | 4,73  | 5,68  | 6,37  | 6,55  | 6,78  | 8,10  |
| ———Non hispaniques                      |       |       |       |       |       | 6,37  | 6,58  | 7,70  |
| Asiatiques (et Océaniens jusqu'en 1980) | 0,73  | 0,49  | 0,49  | 0,67  | 1,77  | 2,93  | 4,52  | 7,24  |
| ———Non hispaniques                      |       |       |       |       |       |       | 4,43  | 7,07  |
| Amérindiens                             | 4,31  | 3,14  | 2,34  | 1,62  | 1,66  | 1,63  | 1,32  | 1,19  |
| ———Non hispaniques                      |       |       |       |       |       | 1,45  | 1,07  | 0,87  |
| Autres                                  |       | 0,04  | 0,09  | 0,33  | 2,71  | 4,62  | 12,22 | 17,31 |
| ———Non hispaniques                      |       |       |       |       |       |       | 2,99  | 3,69  |
| Hispaniques (toutes races confondues)   |       |       |       |       | 6,73  | 10,35 | 19,72 | 26,53 |

En 2013, le Bureau du recensement des États-Unis estime la part des non hispaniques à 72,5 %, dont 52,1 % de Blancs, 8,1 % de Noirs, 7,6 % d'Asiatiques et 3,1 % de Métis, et celle des Hispaniques à 27,5 %.
Le Nevada connaît depuis la fin de la Seconde Guerre mondiale une baisse continue de la part de la population blanche non hispanique au sein de la population totale, marquée fortement depuis le début des années 1990 en raison notamment d'une immigration importante en provenance du Mexique et de l'Asie, d’un âge médian plus élevé (43,7 ans) que les autres populations (26,0 ans pour les Hispaniques, 32,6 ans pour les Noirs, 38,7 ans pour les Asiatiques), d'une natalité plus faible (9,5 ‰ en 2010) que les autres populations (20,8 ‰ pour les Hispaniques, 13,5 ‰ pour les Noirs) et d'une augmentation substantielle des unions mixtes.
En 2010, les Blancs non hispaniques ne représentaient plus que 37,8 % des enfants de moins de 5 ans (41,5 % pour les Hispaniques, 7,9 % pour les Noirs, 6,5 % pour les Métis et 4,8 % pour les Asiatiques) et 38,2 % des enfants de moins de 1 an (40,8 % pour les Hispaniques, 7,0 % pour les Métis, 7,7 % pour les Noirs et 4,6 % pour les Asiatiques).
Selon des projections démographiques publiées par l’AARP, les Blancs non hispaniques constitueront 32,3 % de la population de l’État en 2060 si les tendances démographiques actuelles se poursuivent.
En 2000, les Nevadains s'identifiaient principalement comme étant d'origine mexicaine (14,3 %), allemande (14,1 %), irlandaise (11,0 %), anglaise (10,1 %), italienne (6,6 %), américaine (4,8 %) et française (3,2 %).
L'État avait la 7e plus forte proportion de personnes d'origine arménienne, la 8e plus forte proportion de personnes d'origine portugaise et la 9e plus forte proportion de personnes d'origine italienne.
L'État abrite la 17e communauté juive des États-Unis. Selon le North American Jewish Data Bank, l'État comptait 76 300 Juifs en 2013 (3 380 en 1971), soit 2,8 % de la population. Ils se concentraient essentiellement dans l'agglomération de Las Vegas-Henderson-Paradise (72 300). Ils constituaient une part significative de la population dans le comté de Clark (3,7 %).
L'État abrite également la 26e communauté arabe des États-Unis. Selon des estimations du Bureau du recensement des États-Unis, l'État comptait 14 937 Arabes en 2013, soit 0,5 % de la population, principalement des Libanais (4 174) et des Égyptiens (3 127).
L'État abritait en 2013 une population noire assez homogène, composée principalement de descendants d'esclaves déportés sur le sol américain entre le début du XVIIe siècle et le début du XIXe siècle (81,9 %) mais aussi d'Africains subsahariens (12,3 %), d'Hispaniques (3,8 %) et de Caribéens non hispaniques (2,0 %).
Le Bureau du recensement des États-Unis estimait le nombre d'Africains subsahariens à 28 760, soit 1,0 % de la population, principalement des Éthiopiens (8 609).
Le nombre de Caribéens non hispaniques était quant à lui estimé à 4 752, soit 0,2 % de la population, principalement des Jamaïcains (2 089).
Les Hispaniques étaient principalement originaires du Mexique (75,5 %), du Salvador (4,2 %) et de Cuba (3,0 %). Composée à 45,3 % de Blancs, 6,6 % de Métis, 1,5 % de Noirs, 1,2 % d'Amérindiens, 0,6 % d'Asiatiques, 0,2 % d'Océaniens et 44,7 % de personnes n'entrant dans aucune de ces catégories, la population hispanique représentait 37,2 % des Métis, 26,6 % des Amérindiens, 18,2 % des Blancs, 8,4 % des Océaniens, 4,8 % des Noirs, 2,2 % des Asiatiques et 98,5 % des personnes n'entrant dans aucune de ces catégories.
L'État avait les 3e plus fortes proportions de personnes originaires de Cuba (0,79 %) et du Nicaragua (0,17 %), les 4e plus fortes proportions de personnes originaires du Salvador (1,11 %) et d'Espagne (0,41 %), les 5e plus fortes proportions de personnes originaires du Mexique (20,03 %) et d'Argentine (0,13 %), la 7e plus forte proportion de personnes originaires du Guatemala (0,50 %) et la 9e plus forte proportion de personnes originaires du Pérou (0,17 %).
L'État comptait également le 8e plus grand nombre de personnes originaires de Cuba (21 459) et le 9e plus grand nombre de personnes originaires du Mexique (540 978).
Les Asiatiques s'identifiaient principalement comme étant Philippins (50,3 %), Chinois (14,8 %), Coréens (7,1 %), Indiens (6,0 %), Japonais (5,6 %) et Viêts (5,1 %).
L'État avait la plus forte proportion de Thaïs (0,20 %), la 2e plus forte proportion de Philippins (3,64 %), la 4e plus forte proportion de Japonais (0,40 %), la 8e plus forte proportion de Chinois (1,07 %) et la 10e plus forte proportion de Coréens (0,51 %).
L'État comptait également le 7e plus grand nombre de Philippins (98 351) et le 8e plus grand nombre de Thaïs (5 515).
Les Amérindiens s'identifiaient principalement comme étant Païutes (12,6 %), Païutes-Shoshones (6,5 %), Navajos (5,7 %), Cherokees (5,2 %), Shoshones (4,1 %) et Amérindiens du Mexique (3,7 %).
Les Océaniens s'identifiaient principalement comme étant Hawaïens (38,3 %), Chamorros (20,8 %), Samoans (19,0 %) et Tongiens (6,5 %).
Les Métis se décomposaient entre ceux revendiquant deux races (90,3 %), principalement blanche et autre (21,7 %), blanche et asiatique (21,5 %), blanche et noire (15,6 %), blanche et amérindienne (11,3 %), asiatique et océanienne (3,9 %) et blanche et océanienne (3,0 %), et ceux revendiquant trois races ou plus (9,7 %).

### Religions
| Religion                    | Nevada | États-Unis |
| --------------------------- | ------ | ---------- |
| Catholicisme                | 25     | 20,8       |
| Protestantisme évangélique  | 20     | 25,4       |
| Non affiliés                | 18     | 15,8       |
| Protestantisme traditionnel | 10     | 14,7       |
| Agnosticisme                | 5      | 4,0        |
| Athéisme                    | 5      | 3,1        |
| Églises noires              | 5      | 6,5        |
| Mormonisme                  | 4      | 1,6        |
| Judaïsme                    | 2      | 1,9        |
| Christianisme orthodoxe     | 1      | 0,5        |
| Témoins de Jéhovah          | 1      | 0,8        |
| Autres                      | 4      | 4,9        |

Selon l'institut de sondage The Gallup Organization, en 2015, 33 % des habitants du Nevada se considèrent comme « très religieux » (40 % au niveau national), 28 % comme « modérément religieux » (29 % au niveau national) et 39 % comme « non religieux » (31 % au niveau national).
Selon l'United States Conference of Catholics Bishops (USCCB), les catholiques représentaient 32,3 % de la population en 2008, soit la 6e proportion la plus forte du pays.
Selon des estimations effectuées par le docteur en géographie John R. Weeks de l'université d'État de San Diego, l'État comptait 0,9 % de Musulmans en 2000.

### Langues
Le Nevada n'a pas de langue officielle.
| Langue            | 1980    | 1990    | 2000    | 2010    | 2015    |
| ----------------- | ------- | ------- | ------- | ------- | ------- |
| Anglais           | 90,32 % | 86,84 % | 74,02 % | 71,79 % | 69,96 % |
| Espagnol          | 4,67 %  | 7,70 %  | 18,55 % | 19,64 % | 20,90 % |
| Allemand          | 0,78 %  | 0,76 %  | 0,39 %  | 0,37 %  | 0,30 %  |
| Italien           | 0,67 %  | 0,48 %  | 0,46 %  | 0,24 %  | 0,17 %  |
| Français          | 0,47 %  | 0,49 %  | 0,25 %  | 0,30 %  | 0,33 %  |
| Langues chinoises | 0,33 %  | 0,40 %  | 0,46 %  | 0,65 %  | 1,06 %  |
| Coréen            | 0,25 %  | 0,30 %  | 0,29 %  | 0,39 %  | 0,42 %  |
| Japonais          | 0,20 %  | 0,21 %  | 0,29 %  | 0,25 %  | 0,24 %  |
| Vietnamien        | 0,11 %  | 0,16 %  | 0,20 %  | 0,31 %  | 0,35 %  |
| Thaï              | 0,11 %  | 0,25 %  | 0,17 %  | 0,20 %  | 0,22 %  |
| Arabe             | 0,06 %  | 0,11 %  | 0,11 %  | 0,20 %  | 0,25 %  |
| Serbo-croate      | 0,05 %  | 0,04 %  | 0,20 %  | 0,15 %  | 0,12 %  |
| Tagalog           | 0,00 %  | 0,72 %  | 2,07 %  | 2,55 %  | 2,76 %  |
| Autres            | 1,97 %  | 1,55 %  | 2,53 %  | 2,97 %  | 2,91 %  |

## Réserves indiennes
Le gouvernement fédéral a défini vingt-huit réserves indiennes dans ou en partie dans l'État du Nevada.
| Réserve indienne                                                      | Population (2010) | Superficie totale (km2) | Superficie terrestre (km2) | Superficie des eaux (km2) | Densité (hab./km2) | Amérindiens (2010) | Tribu(s) principale(s)     |
| --------------------------------------------------------------------- | ----------------- | ----------------------- | -------------------------- | ------------------------- | ------------------ | ------------------ | -------------------------- |
| Battle Mountain Reservation, NV                                       | 148               | 2,73                    | 2,73                       | 0                         | 54,2               | 127                | Shoshones                  |
| Campbell Ranch, NV                                                    | 443               | 6,71                    | 6,71                       | 0                         | 66,0               | 234                | Païutes                    |
| Carson Colony, NV                                                     | 242               | 0,73                    | 0,73                       | 0                         | 331,5              | 201                | Washoes                    |
| Dresslerville Colony, NV                                              | 314               | 3,18                    | 3,18                       | 0                         | 98,7               | 266                | Washoes                    |
| Duck Valley Reservation, NV-ID                                        | 953 (1 309)       | 1 172,24                | 1 161,68                   | 10,56                     | 1,1                | 862 (1 215)        | Païutes-Shoshones (82,6 %) |
| Duckwater Reservation, NV                                             | 156               | 16,20                   | 16,14                      | 0,06                      | 9,7                | 118                | Shoshones                  |
| Elko Colony, NV                                                       | 736               | 0,78                    | 0,78                       | 0                         | 943,6              | 653                | Shoshones                  |
| Ely Reservation, NV                                                   | 202               | 14,63                   | 14,63                      | 0                         | 13,8               | 148                | Shoshones                  |
| Fallon Paiute-Shoshone Colony and Off-Reservation Trust Land, NV      | 130               | 0,44                    | 0,44                       | 0                         | 295,5              | 119                | Païutes-Shoshones          |
| Fallon Paiute-Shoshone Reservation and Off-Reservation Trust Land, NV | 581               | 33,77                   | 33,77                      | 0                         | 17,2               | 449                | Païutes-Shoshones          |
| Fort McDermitt Indian Reservation, NV-OR                              | 334 (334)         | 140,88                  | 140,88                     | 0                         | 2,4                | 313 (313)          | Païutes-Shoshones          |
| Fort Mojave Reservation and Off-Reservation Trust Land, AZ-CA-NV      | 223 (1 477)       | 136,53                  | 133,54                     | 2,99                      | 11,1               | 0 (608)            | Mojaves                    |
| Goshute Reservation, NV-UT                                            | 15 (143)          | 486,40                  | 486,39                     | 0,01                      | 0,3                | 15 (118)           | Gosiutes                   |
| Las Vegas Indian Colony, NV                                           | 154               | 16,16                   | 16,16                      | 0                         | 9,5                | 86                 | Païutes                    |
| Lovelock Indian Colony, NV                                            | 88                | 0,08                    | 0,08                       | 0                         | 1100,0             | 69                 | Païutes                    |
| Moapa River Indian Reservation, NV                                    | 260               | 287,40                  | 287,40                     | 0                         | 0,9                | 227                | Païutes                    |
| Pyramid Lake Paiute Reservation, NV                                   | 1 660             | 1 889,43                | 1 438,61                   | 450,82                    | 1,2                | 1 251              | Païutes (73,1 %)           |
| Reno-Sparks Indian Colony, NV                                         | 919               | 8,70                    | 8,70                       | 0                         | 105,6              | 859                | Païutes-Shoshones -Washoes |
| South Fork Reservation and Off-Reservation Trust Land, NV             | 122               | 68,79                   | 68,78                      | 0,01                      | 1,8                | 97                 | Shoshones                  |
| Stewart Community, NV                                                 | 147               | 11,45                   | 11,45                      | 0                         | 12,8               | 117                | Washoes                    |
| Summit Lake Reservation and Off-Reservation Trust Land, NV            | 1                 | 51,10                   | 49,26                      | 1,84                      | 0,0                | 1                  | Païutes                    |
| Timbi-Sha Shoshone Reservation and Off-Reservation Trust Land, CA-NV  | 0 (24)            | 3,31                    | 3,31                       | 0                         | 7,3                | 0 (16)             | Shoshones                  |
| Walker River Reservation, NV                                          | 746               | 1 376,20                | 1 368,42                   | 7,78                      | 0,5                | 612                | Païutes                    |
| Washoe Ranches Trust Land, NV-CA                                      | 2 916 (2 916)     | 378,24                  | 375,53                     | 2,71                      | 7,8                | 69 (69)            | Washoes                    |
| Wells Colony, NV                                                      | 70                | 0,33                    | 0,33                       | 0                         | 212,1              | 47                 | Shoshones                  |
| Winnemucca Indian Colony, NV                                          | 53                | 1,44                    | 1,44                       | 0                         | 36,8               | 41                 | Païutes-Shoshones          |
| Yerlington Colony, NV                                                 | 151               | 0,08                    | 0,08                       | 0                         | 1887,5             | 141                | Païutes                    |
| Yomba Reservation, NV                                                 | 95                | 18,92                   | 18,91                      | 0,01                      | 5,0                | 75                 | Shoshones                  |

En 2010, 11 859 Nevadains résidaient dans une réserve indienne, soit 0,4 % de la population de l'État.

## Politique
| Gouvernement du Nevada | Gouvernement du Nevada | Gouvernement du Nevada | Gouvernement du Nevada | Gouvernement du Nevada | Gouvernement du Nevada | Gouvernement du Nevada | Gouvernement du Nevada | Gouvernement du Nevada | Gouvernement du Nevada | Gouvernement du Nevada | Gouvernement du Nevada | Législature d'État | Législature d'État | Congrès fédéral           | Congrès fédéral |
| Gouverneur             | Gouverneur             | Lieutenant-gouverneur  | Lieutenant-gouverneur  | Secrétaire d'État      | Secrétaire d'État      | Procureur général      | Procureur général      | Contrôleur             | Contrôleur             | Trésorier              | Trésorier              | Assemblée          | Sénat              | Chambre des représentants | Sénat           |
| ---------------------- | ---------------------- | ---------------------- | ---------------------- | ---------------------- | ---------------------- | ---------------------- | ---------------------- | ---------------------- | ---------------------- | ---------------------- | ---------------------- | ------------------ | ------------------ | ------------------------- | --------------- |
|                        | Joe Lombardo (R)       |                        | Stavros Anthony (R)    |                        | Cisco Aguilar (D)      |                        | Aaron D. Ford (D)      |                        | Andy Matthews (R)      |                        | Zach Conine (D)        | D : 28, R : 14     | D : 13, R : 8      | D : 3, R : 1              | D : 2           |

Le Nevada est un État politiquement modéré mais il existe un fort ressentiment politique entre le nord républicain et le sud démocrate du Nevada, plus particulièrement encore entre le comté de Washoe (incluant Reno) et celui de Clark (incluant une grande partie de Las Vegas). En fait, les élus des comtés du nord ont longtemps exercé un contrôle politique sur l'État en dépit de la forte croissance autant économique que démographique du comté de Clark.

### Politique nationale

#### Un État au diapason du vote national présidentiel
| Élection | Démocrates | Républicains |
| -------- | ---------- | ------------ |
| 1996     | 45,60 %    | 44,55 %      |
| 2000     | 45,94 %    | 49,49 %      |
| 2004     | 47,88 %    | 50,47 %      |
| 2008     | 55,15 %    | 42,65 %      |
| 2012     | 52,36 %    | 45,68 %      |
| 2016     | 47,89 %    | 45,53 %      |
| 2020     | 50,06 %    | 47,67 %      |
| 2024     | 47,58 %    | 50,69 %      |

Depuis 1912, et à l'exception des élections présidentielles de 1976 et 2016, les électeurs du Nevada ont systématiquement apporté majoritairement leurs suffrages (et leurs grands électeurs) au candidat vainqueur de l'élection présidentielle sur le plan national.
Lors de l'élection présidentielle de 2004, le président George W. Bush y a obtenu 50,47 % des suffrages contre 47,88 % au démocrate John Kerry. Barack Obama a remporté l'État en 2008 avec 55,15 % des voix.
À l'occasion de l'élection présidentielle de 2016, le Nevada est présenté comme un swing state, les républicains pouvant espérer faire basculer de nouveau l'État, en dépit de l'importance numérique des minorités ethniques acquises aux démocrates. Le discours économique de Donald Trump reçoit un important écho dans un État où les conséquences de la crise économique se font encore ressentir et où la proportion d'électeurs blancs non diplômés est supérieure à la moyenne. Toutefois, la candidate démocrate Hillary Clinton finit par remporter l'État avec 47,8 % des voix contre 45,5% pour Donald Trump.
En 2020, le président sortant Donald Trump est à nouveau vaincu par Joe Biden, élu au niveau national. Toutefois, en 2024, l'ancien président-candidat Donald Trump remporte l'État face à Kamala Harris : le Nevada n'avait pas voté en majorité républicain depuis 20 ans aux élections de 2004.

### Représentation fédérale
Au niveau fédéral, les deux sénatrices de l'État sont les démocrates Jacky Rosen et Catherine Cortez Masto ayant succédé, en janvier 2017, à Harry Reid, ancien leader des démocrates au Sénat de 2005 à 2017. À la Chambre des représentants, le Nevada est représenté par trois démocrates (Horsford, Rosen, Titus) et un républicain (Amodei).

### Politique locale
Le gouverneur de l'État est le républicain Joe Lombardo depuis le 3 janvier 2023. Il est le 31e gouverneur du Nevada.
Après avoir perdu les deux chambres de la législature d'État du Nevada en 2014, le Parti démocrate reprend le Sénat (11 démocrates contre 10 républicains) et l'Assemblée (27 démocrates contre 15 républicains) lors des élections de 2016.

## Économie
Selon les données du Bureau d’analyses économiques du gouvernement américain, le PIB du Nevada s’élevait à 178 199 millions de dollars en 2019.
En 2019, la croissance économique atteignait 2,7 %. Lors du second semestre 2020, en pleine pandémie de Covid-19, le PIB chute de 42,2 %, le plus fort pourcentage à égalité avec Hawaï. Les économies des deux États dépendent lourdement du tourisme (hôtellerie, restauration). La crise sanitaire aggrave également le taux de chômage, qui s'élève à 12 % au deuxième semestre de 2020. C'est le deuxième taux le plus élevé du pays, après celui d'Hawaï (14,3 %).
Las Vegas est la capitale économique de l'État et représente 70 % des revenus.
La fiscalité dans l’État du Nevada est l'une des plus faibles des États-Unis.

### Secteur primaire
|          | Production en tonnes | Production en millions de $ | Part de la production américaine |
| or       | 213                  | 3 014                       | 82,5 %                           |
| argent   | 309                  | 71                          | 25 %                             |
| cuivre   | 57 300               | 213                         | 4,9 %                            |
| gypse    | 1 610 000            | 24,9                        | 9,2 %                            |
| barytine | 464 000              | 17,9                        | 93 %                             |
| sable    | 680 000              | -                           | 2,1 %                            |

Les mines du Nevada sont exploitées depuis le XIXe siècle. Ce secteur procure 10 561 emplois directs et 48 000 emplois indirects en 2005. Avec 8,6 % de la production mondiale, le Nevada est le quatrième producteur d’or du monde et les réserves sont encore considérables. Des 28 sites en activité en 2005, le principal est celui de Barrick’s Betze-Post Mine, dans le comté d’Eureka qui produit 43 tonnes en 2005. La production d’or est en plein essor depuis les années 1980 et dépasse la production pendant la ruée vers l'or dans la deuxième moitié du XIXe siècle. La production d’argent représente quant à elle 309 tonnes. Ce métal a valu au Nevada le surnom de « Silver State », même s'il est aujourd'hui dépassé par l’Alaska. L’extraction des métaux précieux est coûteuse en raison des salaires élevés des mineurs et leur valeur dépend de la demande mondiale. La production de cuivre est encouragée par la hausse récente des cours : les géologues et les compagnies poursuivent leurs travaux de prospection à travers tout l'État.
Par ailleurs, le Nevada occupe le premier rang du pays pour la production de gypse, de barytine, de magnésite, de lithium et de diatomite. Il produit aussi des matériaux de construction (graviers, sable, Chaux) dont la demande est stimulée par la croissance démographique. Le Chlorure de sodium est extrait à Fourmile Flat, dans le comté de Churchill), les gemmes (opale et turquoise), dans la Virgin Valley (comté de Humboldt). Le Nevada produit enfin du mercure et de la dolomite, mais très peu de pétrole et pas de charbon, pourtant nécessaires aux centrales thermiques.

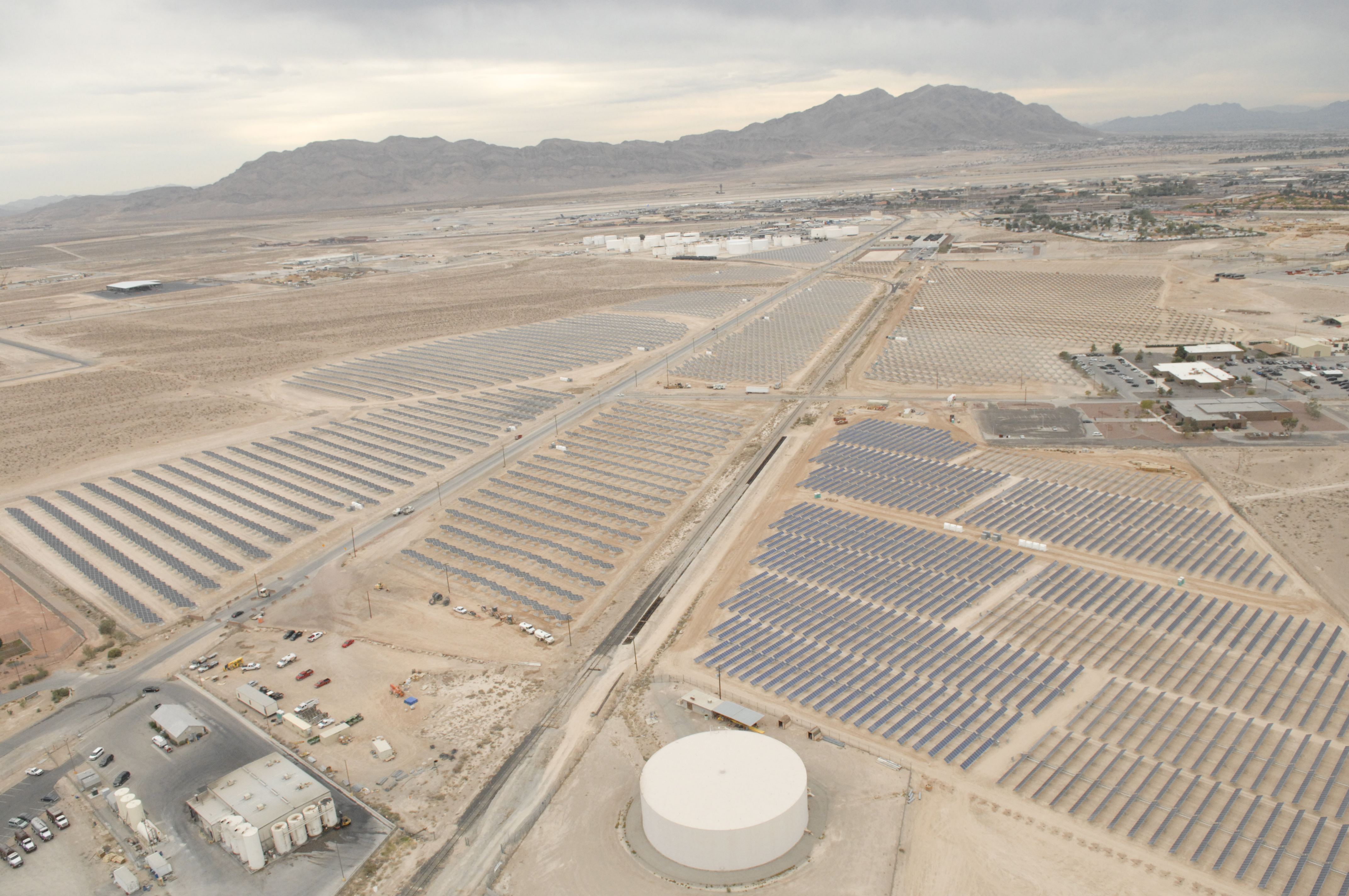
Nellis Solar Power Plant, située à l'intérieur de Nellis Air Force Base : 70000 panneaux solaires photovoltaïques sur 140 acres (0.57 km2), produisant 14 MW.

La plus importante centrale solaire photovoltaïque du continent américain se trouve sur la base aérienne Nellis.
92 % de la production électrique est le fait de centrales thermiques fonctionnant au charbon (48,5 %) et au gaz (43,5 %). Le reste de la production est assuré par l'hydroélectricité (4,3 %) et la géothermie (environ 3 %).
Le Nevada n'est pas un grand État agricole : seulement 9 % de la superficie est utilisée pour l'agriculture ou l'élevage et ces activités ne dégagent que 490 millions de dollars de recettes (2005).
L’élevage occupe 78,6 % des terres mises en valeur et fournit 43,7 % de la production agricole en valeur. 56,9 % des terres arables sont irriguées. Le fourrage, la luzerne, la pomme de terre, les oignons, les produits laitiers et la viande constituent les principales productions rurales du Nevada.

### Secteur secondaire
Malgré ses richesses minières, le Nevada n'est pas une région industrielle de premier plan aux États-Unis. Cela tient aux contraintes naturelles, aux faibles densités, à l'absence de débouché maritime direct ou de voies de navigation fluviale et, d'une manière générale, à un réseau de transport très lâche.
La proportion d'ouvriers travaillant dans l'industrie est beaucoup moins importante que la moyenne nationale (3,9 % contre 10,2 %),.

### Secteur tertiaire

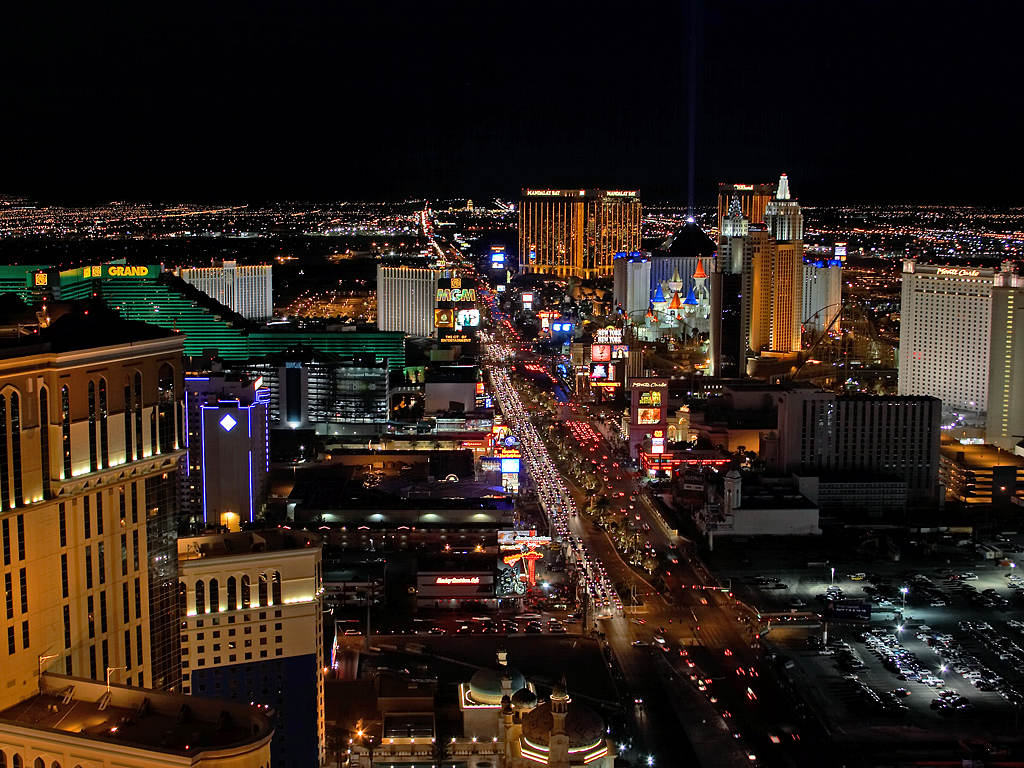
Les casinos sur le Strip à Las Vegas.

L'économie du Nevada repose sur le secteur tertiaire, en effectifs, comme en valeur. En nombre d'emplois, les trois premiers secteurs de l'économie du Nevada sont les loisirs (26 %), le commerce et les transports (17,8 %) et les services financiers ou professionnels (12,4 %).
Ce sont surtout le jeu et les spectacles qui font le dynamisme de l'État. Les casinos de Las Vegas, du lac Tahoe et de Reno attirent des visiteurs du monde entier. Le Nevada est l'État le plus libéral des États-Unis en matière de législation sur le jeu ; on y trouve des machines à sous partout (dans les supermarchés, les stations-services, etc.) et un habitant du Nevada dépense en moyenne 4 % de son revenu dans le jeu, soit neuf fois la moyenne nationale .

## Tourisme
Le Nevada est un État des États-Unis largement reconnu pour la ville de Las Vegas, pôle majeur du tourisme grâce à ses casinos, ses spectacles et ses complexes hôteliers. Au-delà de l’agitation urbaine, il présente d’importantes zones désertiques et des espaces naturels réputés pour leurs paysages spectaculaires, notamment dans le Red Rock Canyon. Plusieurs parcs d’État et sites protégés, tels que la Valley of Fire, offrent aux visiteurs la possibilité de pratiquer la randonnée, le camping ou l’exploration géologique, faisant du tourisme l’une des principales ressources économiques de l’État .
Le classement des endroits où ne pas aller, pour les préserver,, publié par le guide américain Fodor's, créé en 1949 à Paris par l'écrivain d'origine hongroise Eugene Fodor, mentionne explicitement le Nevada dans un groupe de villes, États et lieux à éviter.

## Culture

### Musées
- Nevada State Railroad Museum : musée ferroviaire à Carson City ; Virginia and Truckee Railroad : une ligne de chemin de fer à l'époque de la ruée vers l'or ;
- National Automobile Museum : musée automobile à Reno ;
- Nevada Museum of Art : Reno ;
- à Las Vegas :
  - Atomic Testing Museum[68] ;
  - Guggenheim Hermitage Museum, fermé depuis mai 2008[69] ;
  - Madame Tussauds (Las Vegas) ;
  - Neon Museum, aussi connu sous le nom de « Neon Boneyard » (ou cimetière des néons)[70] ;
- Culture amérindienne :
  - The Lost City Museum : musée archéologique du site de Pueblo Grande de Nevada[71];

### Festivals
- À Elko, sont organisés différentes manifestations culturelles :
  - autour de la vie des cow-boys : National Cowboy Poetry Gathering : un festival qui a lieu en janvier
  - National Basque Festival en juillet : traditions basques (danse, spécialités culinaires, course de taureaux, épreuves de force)
- Vegoose : festival pendant Halloween à Las Vegas
- Festival de Burning Man, dans le désert

### Sport
Les principales équipes sportives jouent dans les grandes villes, à Las Vegas en premier lieu : 
- Raiders de Las Vegas (football américain, NFL)
- Golden Knights de Vegas (hockey sur glace, NHL)
- Aces de Las Vegas (basket-ball, WNBA)
- Aviators de Las Vegas, Aces de Reno (baseball)
- Les Rebels d'UNLV (NCAA) défend les couleurs de l'université du Nevada à Las Vegas

Les grandes manifestations sportives :
- Las Vegas : 
  - matches de boxe
  - En février 2007, le Thomas & Mack Center (principale salle omnisports de la ville avec environ 19 000 places) a accueilli le NBA All-Star Game 2007.
  - Depuis 1986, la ville organise l'Open de Las Vegas, c'est un tournoi de tennis masculin qui a lieu fin février, parfois aussi début mai.
  - Le Las Vegas Motor Speedway (LVMS) est un circuit classique situé au nord de la ville et qui accueille des courses automobiles comme le National Association for Stock Car Auto Racing (NASCAR). Les principaux événements de NASCAR sont le Kobalt 400 (NASCAR Cup Series), le Sam's Town 300 (Xfinity Series) et le Las Vegas 350 (Camping World Truck Series).
  - Depuis 1992, le Sam Boyd Stadium organise le Las Vegas Bowl, un match de football américain universitaire opposant généralement des équipes de la Pacific-12 Conference et de la Mountain West Conference.
  - En décembre a lieu le Wrangler National Finals Rodeo (NFR), qui couronne le champion du monde de rodéo depuis 1985.
- Reno : 
  - Finale du Dodge Xtreme Bulls Ride Hard Tour (rodeo).
  - Football américain au Mackay Stadium
  - le Wolf Pack du Nevada (NCAA) défend les couleurs de l'université du Nevada à Reno.

## Transport

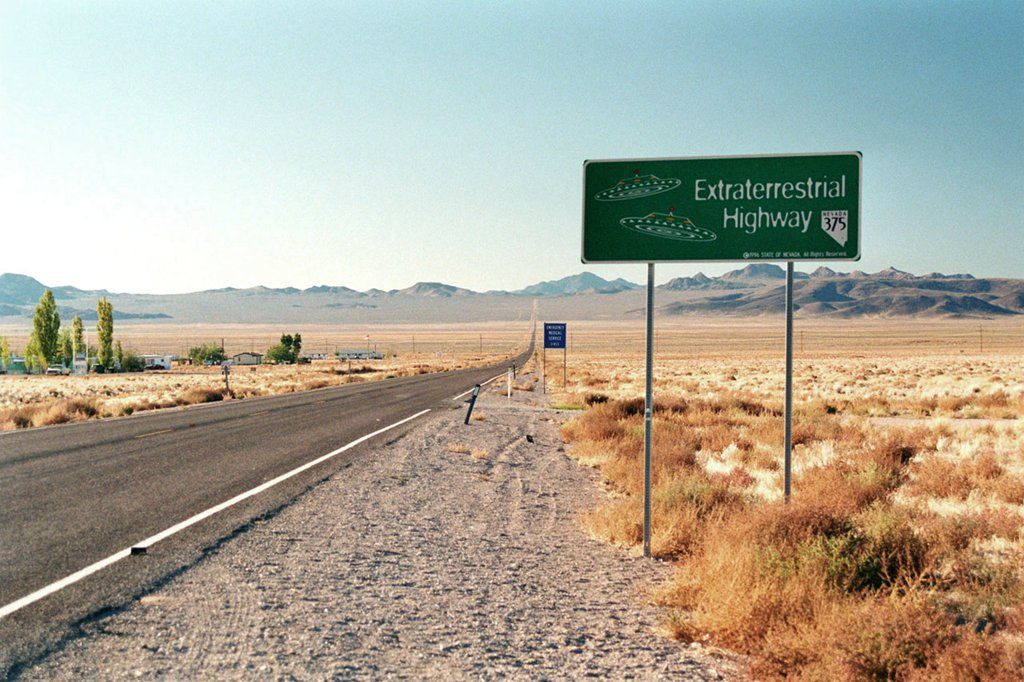
Highway 375, Spring Valley.

L'Interstate 15 passe à travers le sud de l'État, dans la région de Las Vegas. L'Interstate 80 traverse le nord du Nevada, elle rejoint l'Utah à l'est à la Californie à l'ouest en passant par Reno. L'État est aussi traversé par des autoroutes fédérales : US-6, US-50, US-93, US-95 et US-395, et opère 189 autres routes. Cependant, Reno, Carson et Las Vegas ne sont pas reliées par une Interstate ou une autoroute primaire.
Le Nevada fait partie des quelques États qui autorisent les véhicules articulés à rouler avec 3 remorques, appelés train routier (road train en Australie, toutefois la version américaine est plus courte).
L’aéroport international Mc Carran à Las Vegas est le plus fréquenté du Nevada. L’aéroport international Reno-Tahoe est l’autre aéroport majeur de l’État.